# Leichtathletik-Weltmeisterschaften 2017/Marathon der Frauen

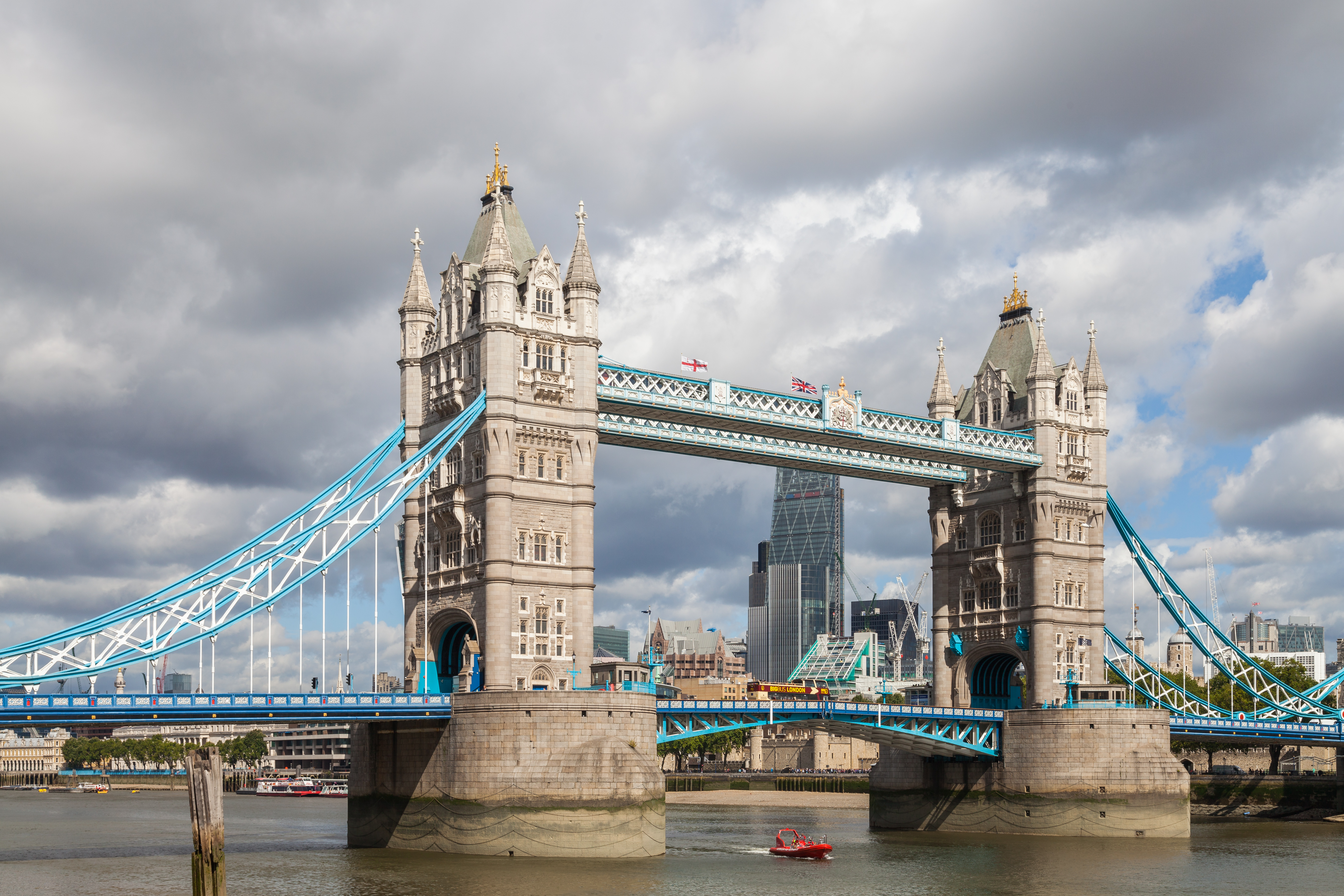
Tower Bridge, Start und Ziel des Marathonlaufs

Der Marathonlauf der Frauen bei den Leichtathletik-Weltmeisterschaften 2017 wurde am 6. August 2017 in den Straßen der britischen Hauptstadt London ausgetragen und war der zweite Lauf des World Marathon Majors 2017/18.
Es siegte Rose Chelimo aus Bahrain. Silber gewann die zweifache Weltmeisterin (2011/2013) Edna Kiplagat aus Kenia. Bronze ging an die US-Amerikanerin Amy Cragg.

## Strecke
Der Start erfolgte auf der Tower Bridge, die auch der Zielpunkt war. Die Strecke führte vorbei an Sehenswürdigkeiten wie dem Palace of Westminster, der St Paul’s Cathedral, dem Somerset House, der Guildhall, dem Monument to the Great Fire of London, der Bank of England und dem Tower of London. Die Hälfte der Route verlief durch die City of London und entlang der Themse im Bezirk City of Westminster.

## Rekorde

### Bestehende Rekorde
| Weltrekord               | Paula Radcliffe | 2:15:25 h | London-Marathon, Großbritannien | 13. April 2003  |
| Weltmeisterschaftsrekord | Paula Radcliffe | 2:20:57 h | WM in Helsinki, Finnland        | 14. August 2005 |

Der bestehende WM-Rekord wurde bei diesen Weltmeisterschaften nicht eingestellt und nicht verbessert.

### Rekordverbesserung
Es gab einen Landesrekord:

2:38:52 h – Dagmara Handzlik, Zypern

## Ausgangssituation
Viele der bei den Weltmeisterschaften und Olympischen Spiele zuletzt erfolgreichen Athletinnen waren hier am Start und bildeten den Kreis der Favoritinnen. Dazu gehörten die Äthiopierin Mare Dibaba als Weltmeisterin von 2015 und Olympiadritte von 2016, die Olympiazweite von 2016 und WM-Dritte von 2015 Eunice Kirwa aus Kenia, die kenianische Vizeweltmeisterin von 2015 Helah Kiprop sowie die Weltmeisterin von 2013 und WM-Fünfte von 2015 Edna Kiplagat, eine dritte Kenianerin.

## Rennverlauf
6. August 2017, 14:00 Uhr Ortszeit (15:00 Uhr MESZ)
Der Streckenverlauf ließ keine Toppzeiten zu, aber dieser Wettbewerb gestaltete sich von Beginn an abwechslungsreich und spannend. Schon nach wenigen Kilometern setzte sich die Portugiesin Catarina Ribeiro vom Rest des Feldes ab, während eine große Zahl von Läuferinnen in einer Verfolgergruppe zusammenblieb. Nach fünf Kilometern betrug Ribeiros Vorsprung 23 Sekunden. Auch nach zehn Kilometern war die Portugiesin noch alleine vorn. Allerdings war der Abstand zu den Verfolgerinnen auf sechs Sekunden geschrumpft. Bald war Ribeiro eingeholt und wurde kurzzeitig Teil einer knapp vierzigköpfigen Führungsgruppe. Sie gab das Rennen später auf. Doch schon nach wenigen Kilometern gab es mit der Britin Alyson Dixon eine neue Spitzenreiterin, die sich mit einer leichten Temposteigerung von allen anderen absetzen konnte. Bei Kilometer fünfzehn hatte Dixon bereits 22 Sekunden herausgelaufen, bei Kilometer zwanzig führte sie mit 35 Sekunden Vorsprung. Die Gruppe mit den Verfolgerinnen wurde währenddessen kleiner. Nach 25 Kilometern waren es vierzehn Läuferinnen, die vierzehn Sekunden Rückstand auf Dixon hatten, der Abstand verringerte sich also wieder und bald wurde auch Dixon wieder gestellt.
Bei Kilometer dreißig führte Kiplagat die nun fünfzehnköpfige Spitzengruppe an. Auch nach weiteren fünf Kilometern waren immer noch vierzehn Läuferinnen zusammen, das Rennen ging jetzt in die entscheidende Phase. Auf dem Schlussabschnitt setzten sich mit Kiplagat, der Weltmeisterin von 2013, und Rose Chelimo aus Bahrain, der Olympiaachten von 2016, zwei Läuferinnen mit wenigen Sekunden ab. Ihnen folgten die US-Amerikanerin Amy Cragg und die Kenianerin Flomena Daniel und mit schon etwas größerem Rückstand die Äthiopierin Shure Demise, hinter der sich mit Eunice Kirwa aus Bahrain und Kiprop wiederum eine Zweiergruppe gebildet hatte. Die endgültige Entscheidung fiel schließlich erst auf den letzten beiden Kilometern. Rose Chelimo hatte am Schluss die meisten Kräfte und schüttelte auch ihre letzte Gegnerin ab. Mit sieben Sekunden Vorsprung lief sie als neue Weltmeisterin durchs Ziel. Im Kampf um Platz zwei wurde es noch einmal spannend, denn Cragg und Daniel kamen Kiplagat noch einmal bedrohlich näher. Schließlich setzte sich Edna Kiplagat doch durch und rettete die Silbermedaille vor Amy Cragg. Die beiden kamen innerhalb einer Sekunde ins Ziel. Nur drei Sekunden hinter ihnen wurde Flomena Daniel Vierte. Die Abstände zu den nächsten Läuferinnen waren dann schon etwas größer. Auf Rang fünf kam Shure Demise ins Ziel vor Eunice Kirwa und Helah Kiprop. Die nächsten Plätze belegten Mare Dibaba und die Australierin Jessica Trengove.

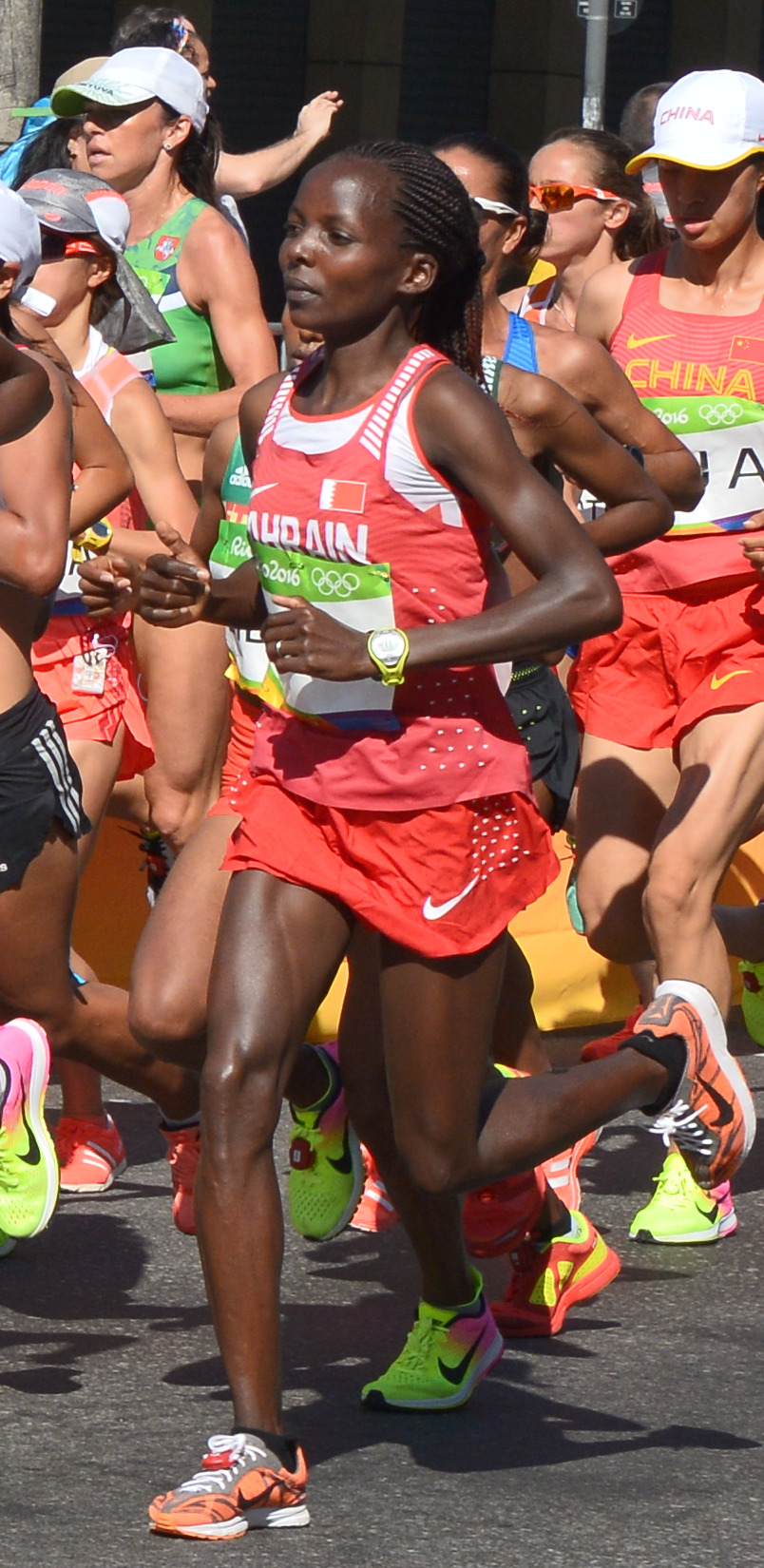
Weltmeisterin Rose Chelimo, Bahrain

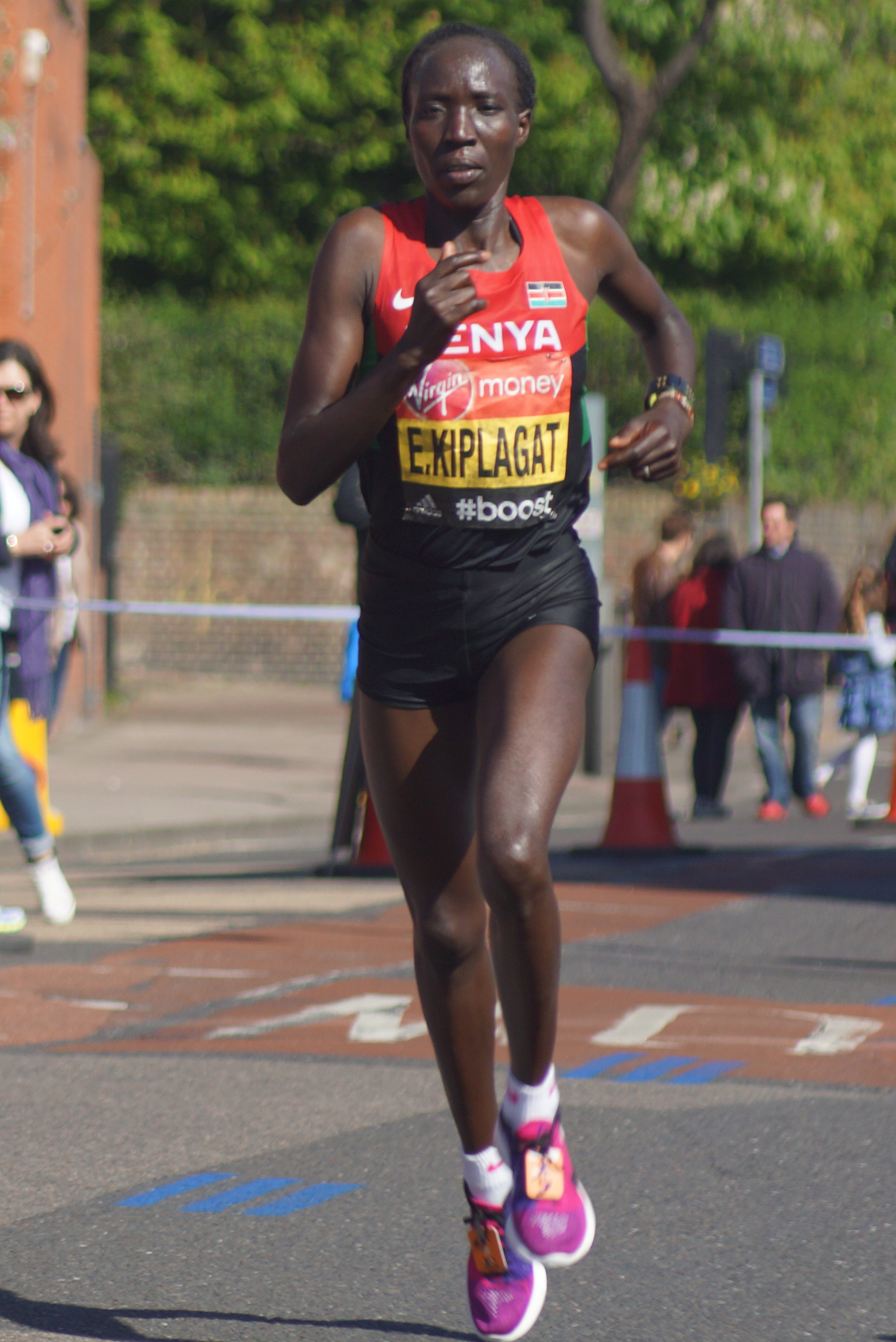
Vizeweltmeisterin Edna Kiplagat, Kenia

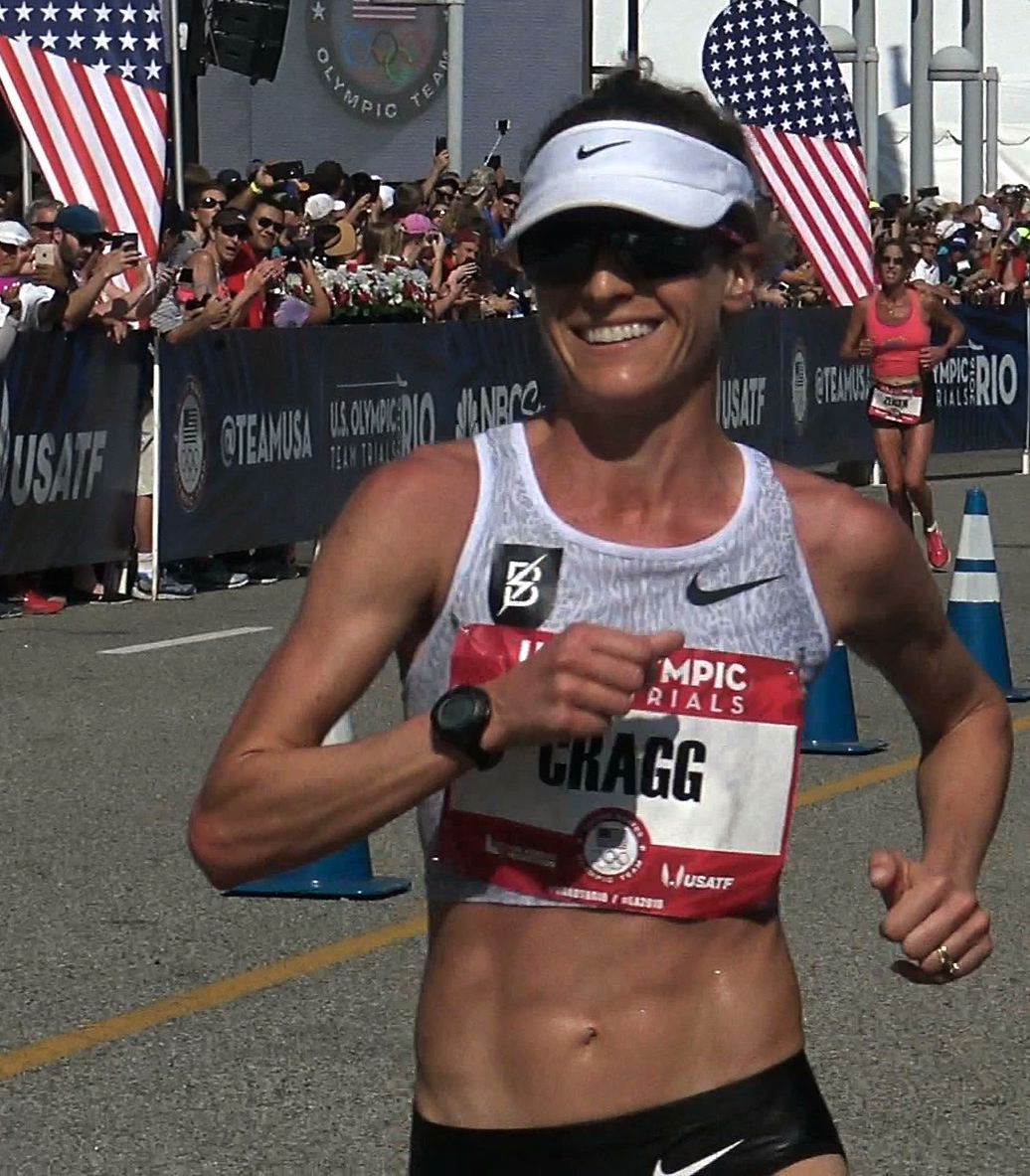
Bronzemedaillengewinnerin Amy Cragg, USA

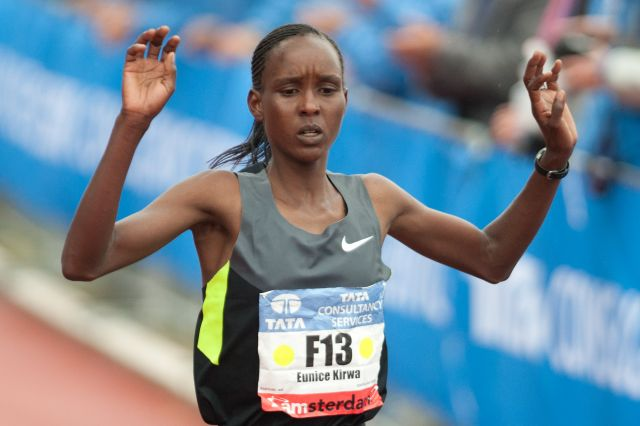
Eunice Kirwa, Bahrain – Rang sechs

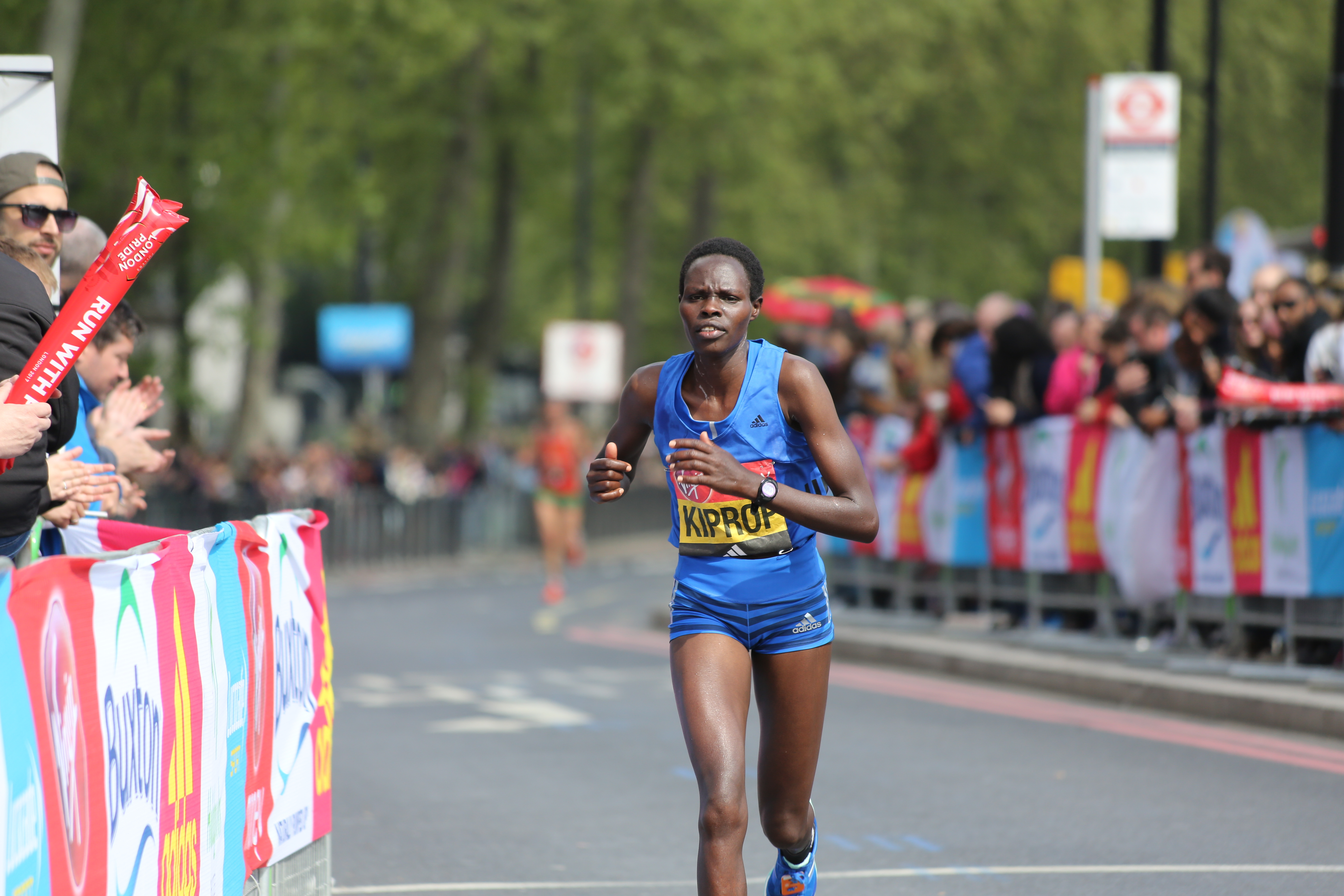
Helah Kiprop, Kenia – Rang sieben

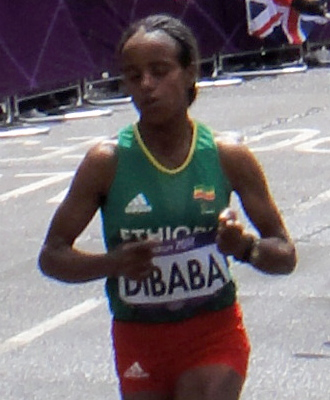
Mare Dibaba, – Rang acht

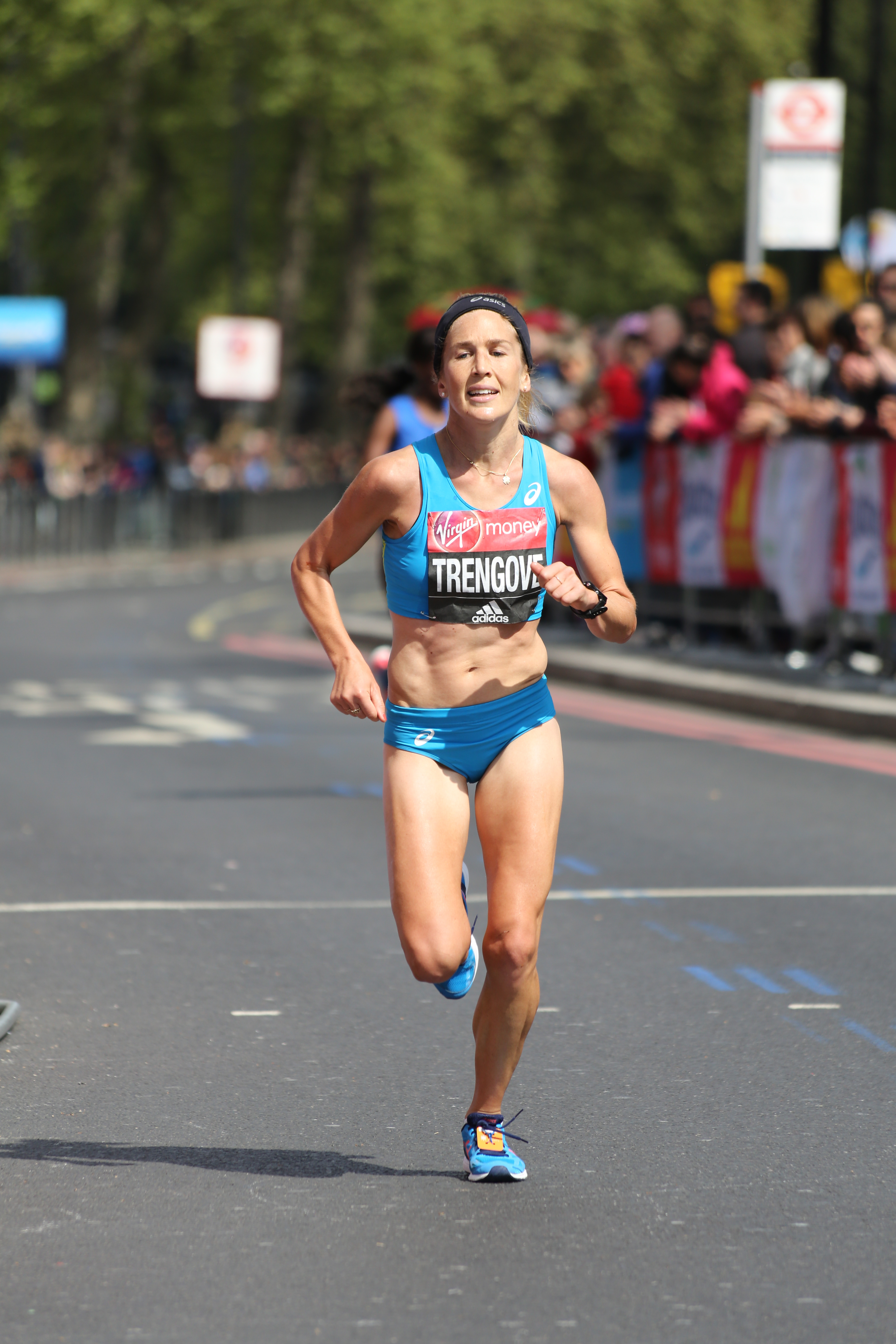
Jessica Trengove, Australien – Rang neun

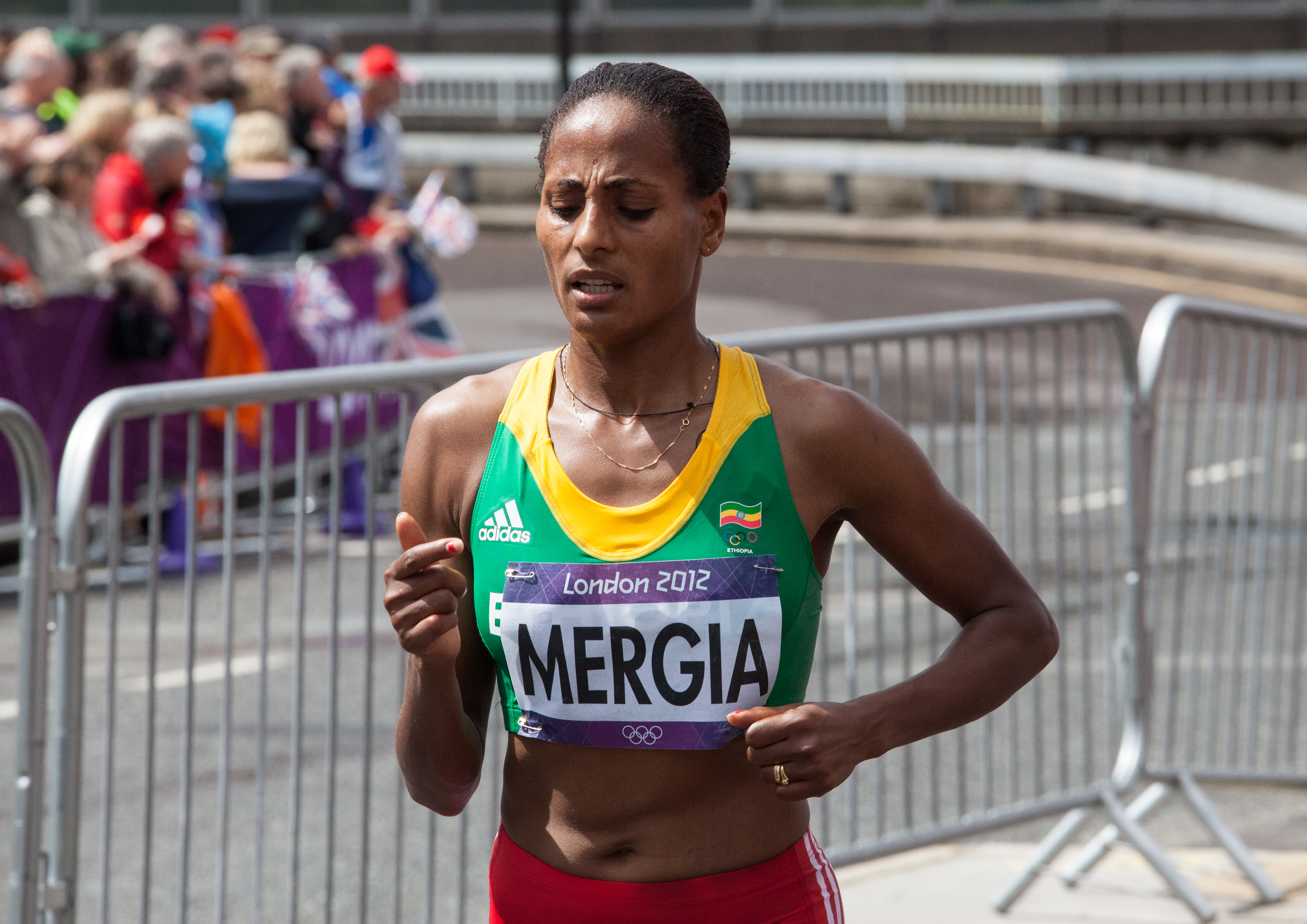
Aselefech Mergia, Äthiopien – Rang zwölf

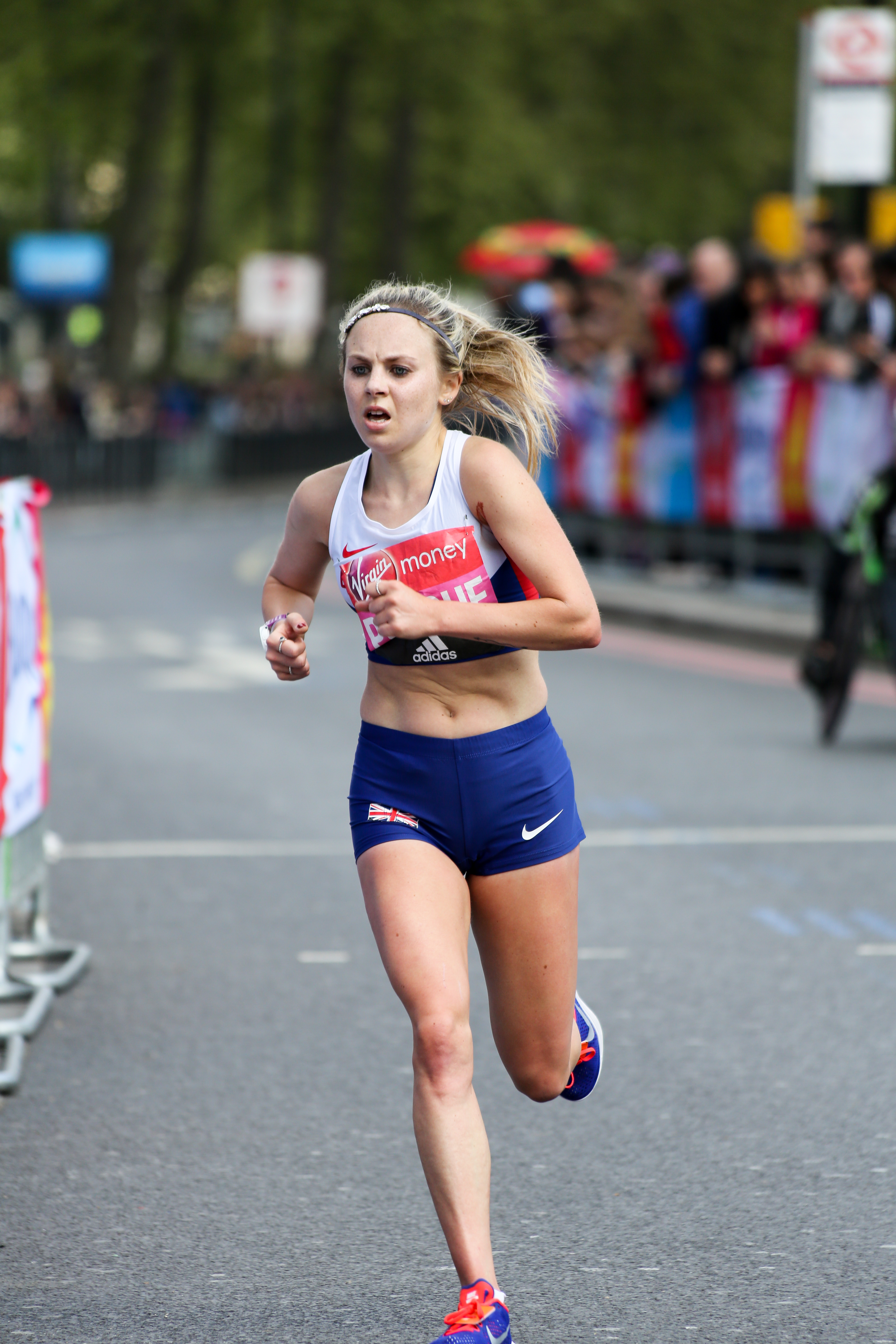
Charlotte Purdue, Großbritannien – Rang dreizehn

| Zwischenzeiten      | Zwischenzeiten | Zwischenzeiten                                                                                   | Zwischenzeiten |
| Zwischenzeit- Marke | Zwischenzeit   | Führende                                                                                         | 5-km-Zeit      |
| ------------------- | -------------- | ------------------------------------------------------------------------------------------------ | -------------- |
| 5 km                | 17:38 min      | Catarina Ribeiro – 49köpfige Verfolgergruppe 23 s zurück                                         | 17:38 min      |
| 10 km               | 35:35 min      | Catarina Ribeiro – 39köpfige Verfolgergruppe 6 s zurück                                          | 17:57 min      |
| 15 km               | 53:09 min      | Alyson Dixon – 35köpfige Verfolgergruppe 22 s zurück                                             | 17:34 min      |
| 20 km               | 1:10:30 h      | Alyson Dixon – 23köpfige Verfolgergruppe 35 s zurück                                             | 17:21 min      |
| 25 km               | 1:28:03 h      | Alyson Dixon – 14köpfige Verfolgergruppe 14 s zurück                                             | 17:33 min      |
| 30 km               | 1:45:52 h      | Edna Kiplagat mit 15köpfiger Gruppe                                                              | 17:49 min      |
| 35 km               | 2:03:47 h      | Jessica Trengove mit 14köpfiger Gruppe                                                           | 17:55 min      |
| 40 km               | 2:20:06 h      | Kiplagat / Chelimo – Cragg / Daniel 7 s zurück – Demise 24 s zurück – Kirwa / Kiprop 28 s zurück | 16:19 min      |

## Ergebnis
| Platz | Athletin                     | Land                | Zeit (h)   |
| ----- | ---------------------------- | ------------------- | ---------- |
|       | Rose Chelimo                 | Bahrain             | 2:27:11 SB |
|       | Edna Kiplagat                | Kenia               | 2:27:18 SB |
|       | Amy Cragg                    | USA                 | 2:27:18 SB |
| 4     | Flomena Cheyech Daniel       | Kenia               | 2:27:21    |
| 5     | Shure Demise                 | Äthiopien           | 2:27:58    |
| 6     | Eunice Kirwa                 | Bahrain             | 2:28:17    |
| 7     | Helah Kiprop                 | Kenia               | 2:28:19    |
| 8     | Mare Dibaba                  | Äthiopien           | 2:28:49 SB |
| 9     | Jessica Trengove             | Australien          | 2:28:59    |
| 10    | Berhane Dibaba               | Äthiopien           | 2:29:01    |
| 11    | Serena Burla                 | USA                 | 2:29:32    |
| 12    | Aselefech Mergia             | Äthiopien           | 2:29:43    |
| 13    | Charlotte Purdue             | Großbritannien      | 2:29:48    |
| 14    | Eva Vrabcová-Nývltová        | Tschechien          | 2:29:56 PB |
| 15    | Kim Hye-gyong                | Nordkorea           | 2:30:29 SB |
| 16    | Mao Kiyota                   | Japan               | 2:30:36    |
| 17    | Yuka Andō                    | Japan               | 2:31:31    |
| 18    | Alyson Dixon                 | Großbritannien      | 2:31:36    |
| 19    | Helalia Johannes             | Namibia             | 2:32:01    |
| 20    | Sinead Diver                 | Australien          | 2:33:26    |
| 21    | Marta Esteban                | Spanien             | 2:33:37 SB |
| 22    | Fate Tola                    | Deutschland         | 2:33:39    |
| 23    | Izabela Trzaskalska          | Polen               | 2:35:03    |
| 24    | Milly Clark                  | Australien          | 2:35:27 SB |
| 25    | Anne-Mari Hyryläinen         | Finnland            | 2:35:33    |
| 26    | Inés Melchor                 | Peru                | 2:35:34    |
| 27    | Risa Shigetomo               | Japan               | 2:36:03    |
| 28    | Filomena Costa               | Portugal            | 2:36:42 SB |
| 29    | Jo Un-ok                     | Nordkorea           | 2:36:46    |
| 30    | Beata Naigambo               | Namibia             | 2:37:24 SB |
| 31    | Ilona Marhele                | Lettland            | 2:37:40 PB |
| 32    | Rosa Chacha                  | Ecuador             | 2:37:50    |
| 33    | Claire McCarthy              | Irland              | 2:38:26 SB |
| 34    | Lim Kyung-hee                | Südkorea            | 2:38:38    |
| 35    | Dagmara Handzlik             | Zypern              | 2:38:52 NR |
| 36    | Katarzyna Kowalska           | Polen               | 2:39:39    |
| 37    | Lindsay Flanagan             | USA                 | 2:39:47 SB |
| 38    | Kim Seong-eun                | Südkorea            | 2:39:52    |
| 39    | Katharina Heinig             | Deutschland         | 2:39:59 SB |
| 40    | Mapaseka Makhanya            | Südafrika           | 2:40:15 SB |
| 41    | Lonah Chemtai Salpeter       | Israel              | 2:40:22 SB |
| 42    | Wiktorija Poljudina          | Kirgisistan         | 2:40:28 PB |
| 43    | Tracy Barlow                 | Großbritannien      | 2:41:03    |
| 44    | Darja Mychajlowa             | Ukraine             | 2:41:29    |
| 45    | Vaida Žūsinaitė              | Litauen             | 2:41:44 SB |
| 46    | Paula González Berodia       | Spanien             | 2:42:47    |
| 47    | Rutendo Nyahora              | Simbabwe            | 2:42:53 SB |
| 48    | Tetjana Wernyhor             | Ukraine             | 2:43:12    |
| 49    | Wilma Arizapana              | Peru                | 2:43:13    |
| 50    | Lavinia Haitope              | Namibia             | 2:44:02    |
| 51    | Tarah Korir                  | Kanada              | 2:44:30    |
| 52    | Galbadrachyn Chischigsaichan | Mongolei            | 2:44:48    |
| 53    | Anita Kažemāka               | Lettland            | 2:44:49 SB |
| 54    | Choi Kyung-sun               | Südkorea            | 2:45:46    |
| 55    | Dailín Belmonte              | Kuba                | 2:46:15 SB |
| 56    | Sara Ramadhani               | Tansania            | 2:46:23    |
| 57    | Bojana Bjeljac               | Kroatien            | 2:46:46    |
| 58    | Bajartsogtyn Mönchdsajaa     | Mongolei            | 2:46:59    |
| 59    | Jenna Challenor              | Südafrika           | 2:47:22 SB |
| 60    | Lisa Ring                    | Schweden            | 2:48:39    |
| 61    | Carmen Toaquiza              | Ecuador             | 2:48:45    |
| 62    | Rosa Godoy                   | Argentinien         | 2:49:30 SB |
| 63    | Maor Tiyouri                 | Israel              | 2:49:45 SB |
| 64    | Monika Athare                | Indien              | 2:49:54    |
| 65    | Liu Qinghong                 | Volksrepublik China | 2:52:21 SB |
| 66    | Julija Andrejewa             | Kirgisistan         | 2:53:17 SB |
| 67    | Liliana Dragomir             | Rumänien            | 2:53:30    |
| 68    | Mayada Al-Sayad              | Palästina           | 2:54:58 SB |
| 69    | Matea Matošević              | Kroatien            | 2:55:06 SB |
| 70    | Dayna Pidhoresky             | Kanada              | 2:56:15    |
| 71    | Gloria Privileggio           | Griechenland        | 2:57:06    |
| 72    | Angela Brito                 | Ecuador             | 2:58:21    |
| 73    | Jelena Nanasjaschwili        | Kasachstan          | 2:58:32    |
| 74    | Fortunate Chidzivo           | Simbabwe            | 2:58:51 SB |
| 75    | Teodora Simović              | Serbien             | 2:59:01    |
| 76    | Nikolina Stepan              | Kroatien            | 2:59:43    |
| 77    | María Grazzia Bianchi        | Venezuela           | 3:04:11    |
| 78    | Marisa Casanueva             | Spanien             | 3:05:03    |
| DNF   | Cao Mojie                    | Volksrepublik China |            |
| DNF   | Fadime Suna Çelik            | Türkei              |            |
| DNF   | Kenza Dahmani                | Algerien            |            |
| DNF   | Hsieh Chien-ho               | Chinesisch Taipeh   |            |
| DNF   | Wiktorija Chapilina          | Ukraine             |            |
| DNF   | Kim Hye-song                 | Nordkorea           |            |
| DNF   | Yolimar Pineda               | Venezuela           |            |
| DNF   | Ourania Rembouli             | Griechenland        |            |
| DNF   | Catarina Ribeiro             | Portugal            |            |
| DNF   | Magdalena Shauri             | Tansania            |            |
| DNF   | Paula Todoran                | Rumänien            |            |
| DNF   | Hiruni Wijayaratne           | Sri Lanka           |            |
| DNF   | Louise Wiker                 | Schweden            |            |
| DNS   | Yelena Dolinin               | Israel              |            |

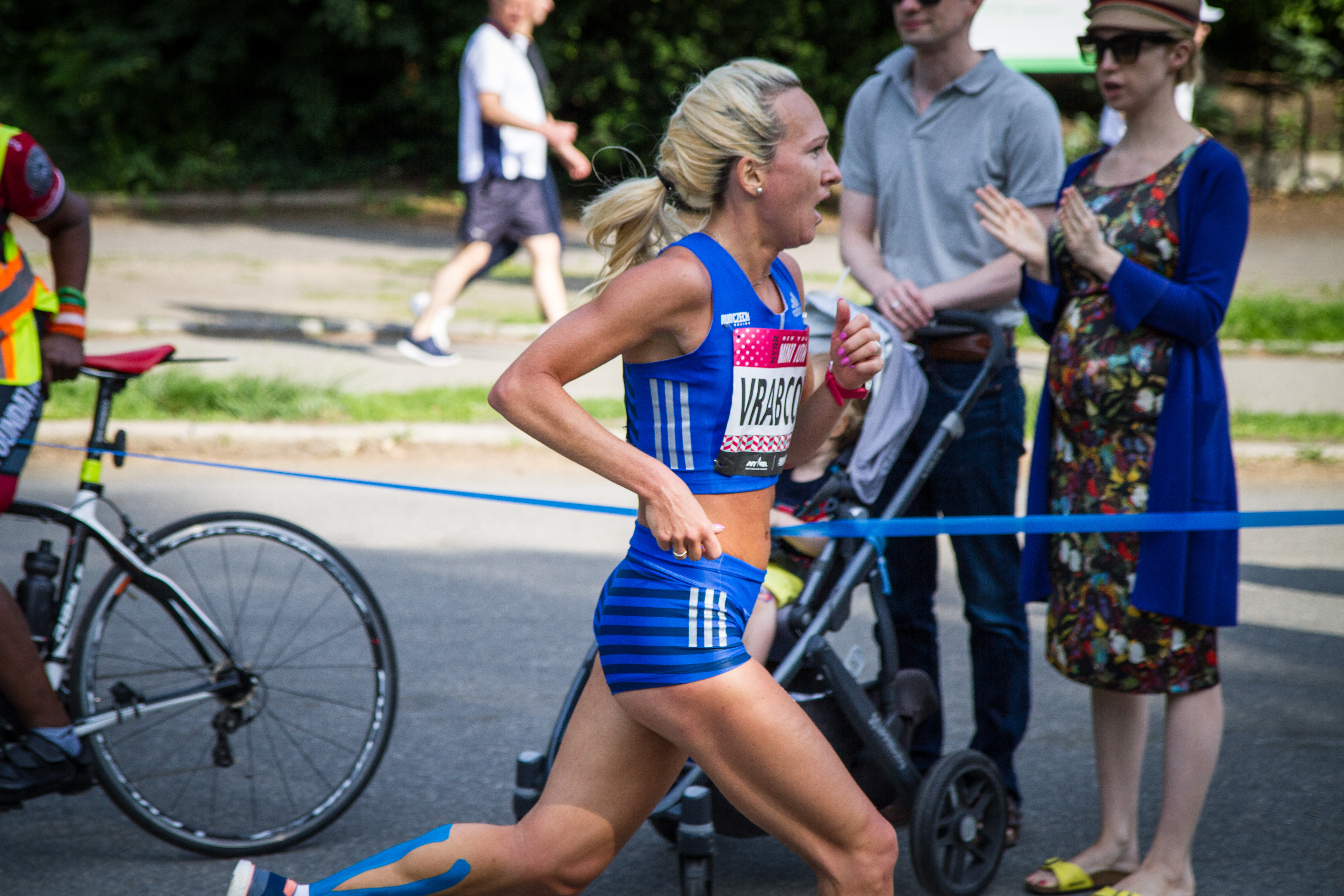
Eva Vrabcová-Nývltová, Tschechien – Rang vierzehn
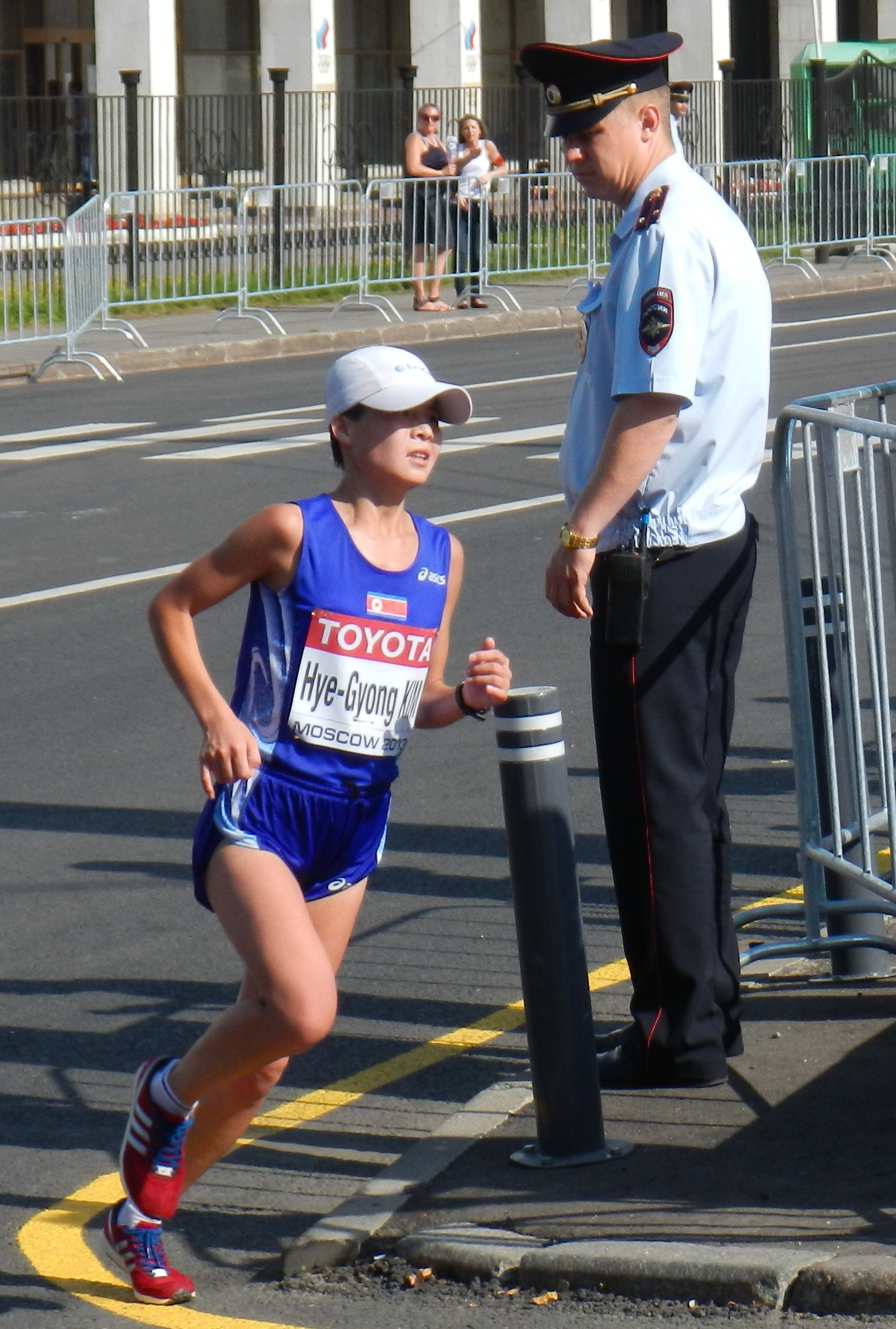
Kim Hye-gong, Nordkorea – Rang fünfzehn
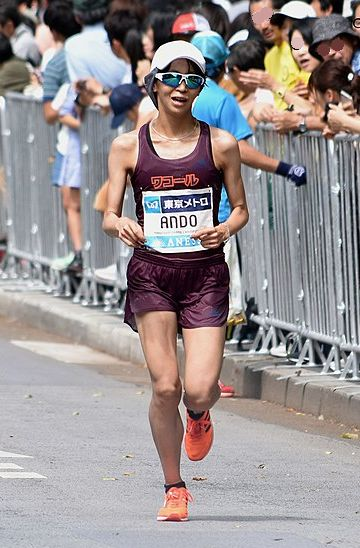
Yuka Ando, Japan – Rang siebzehn
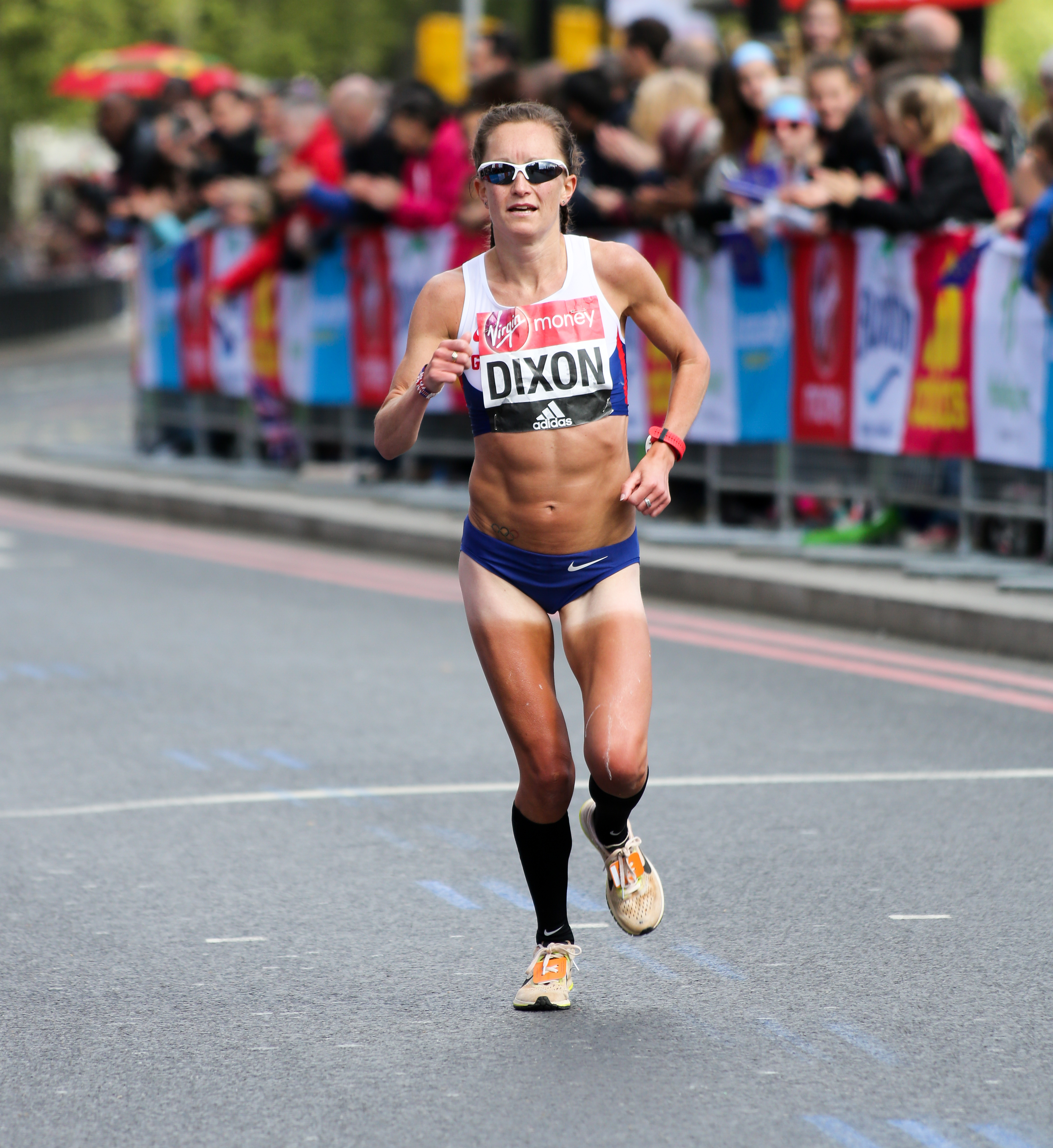
Alyson Dixon, Großbritannien – Rang achtzehn
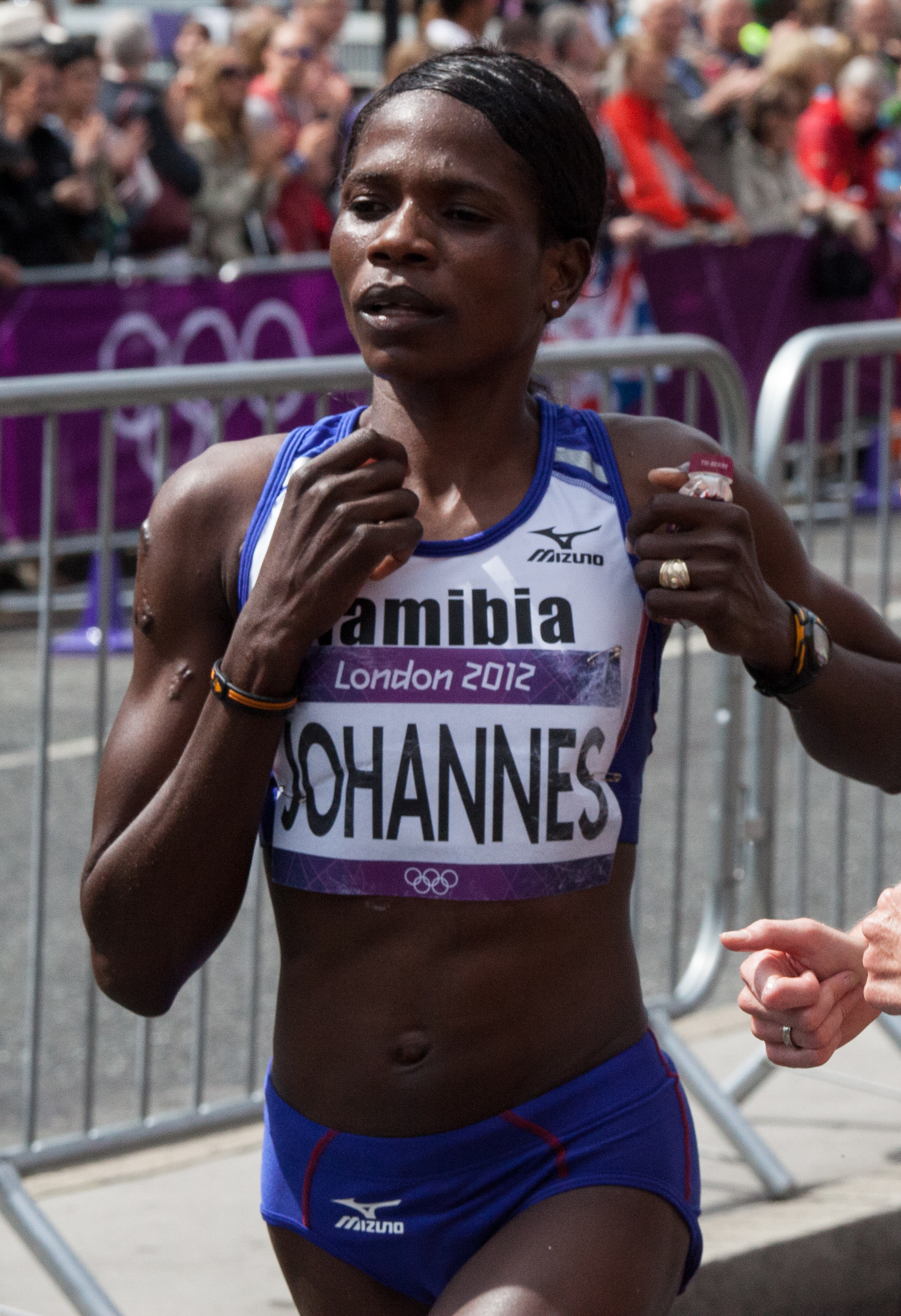
Helalia Johannes, Namibia – Rang neunzehn
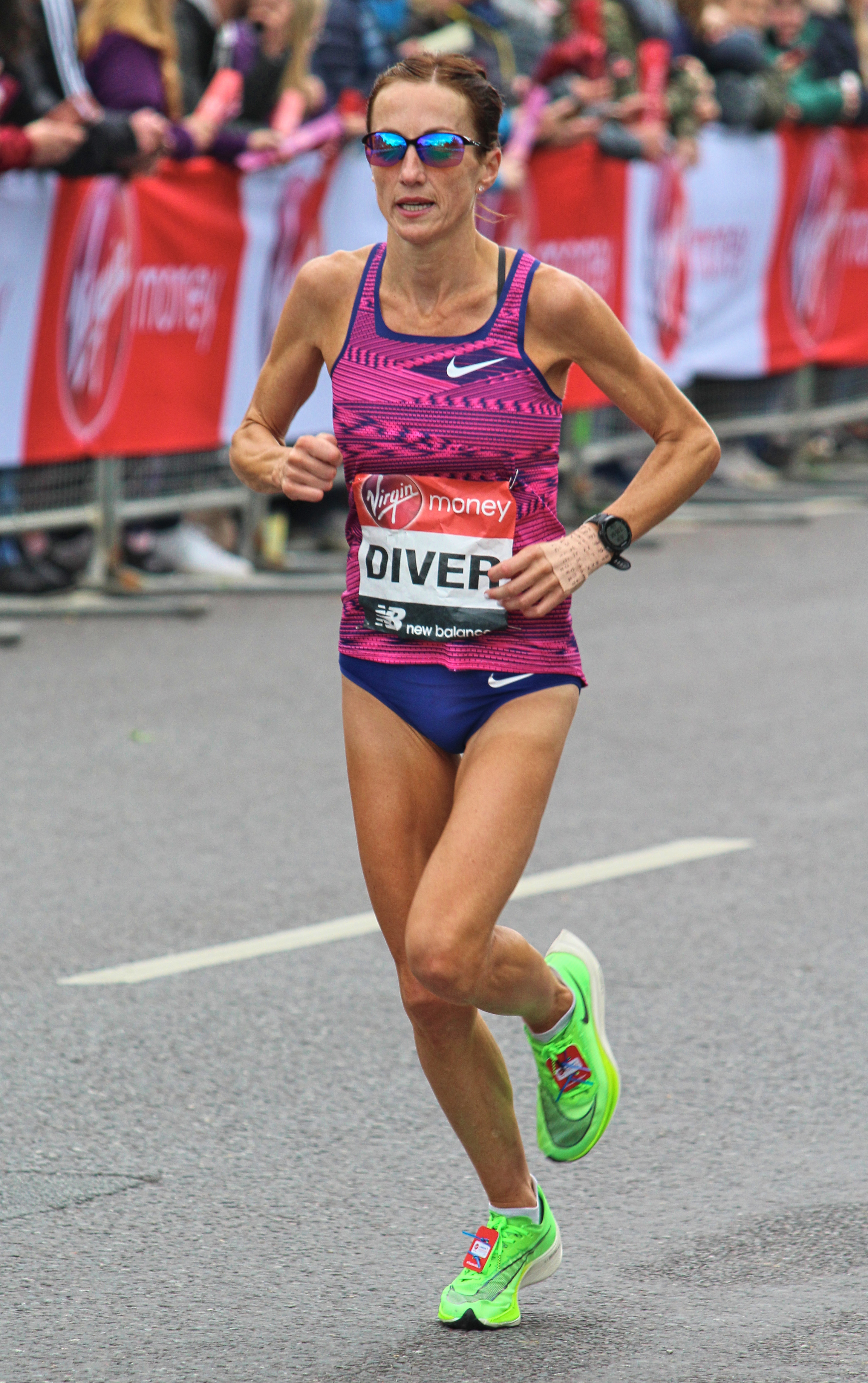
Sinead Diver, Australien – Rang zwanzig
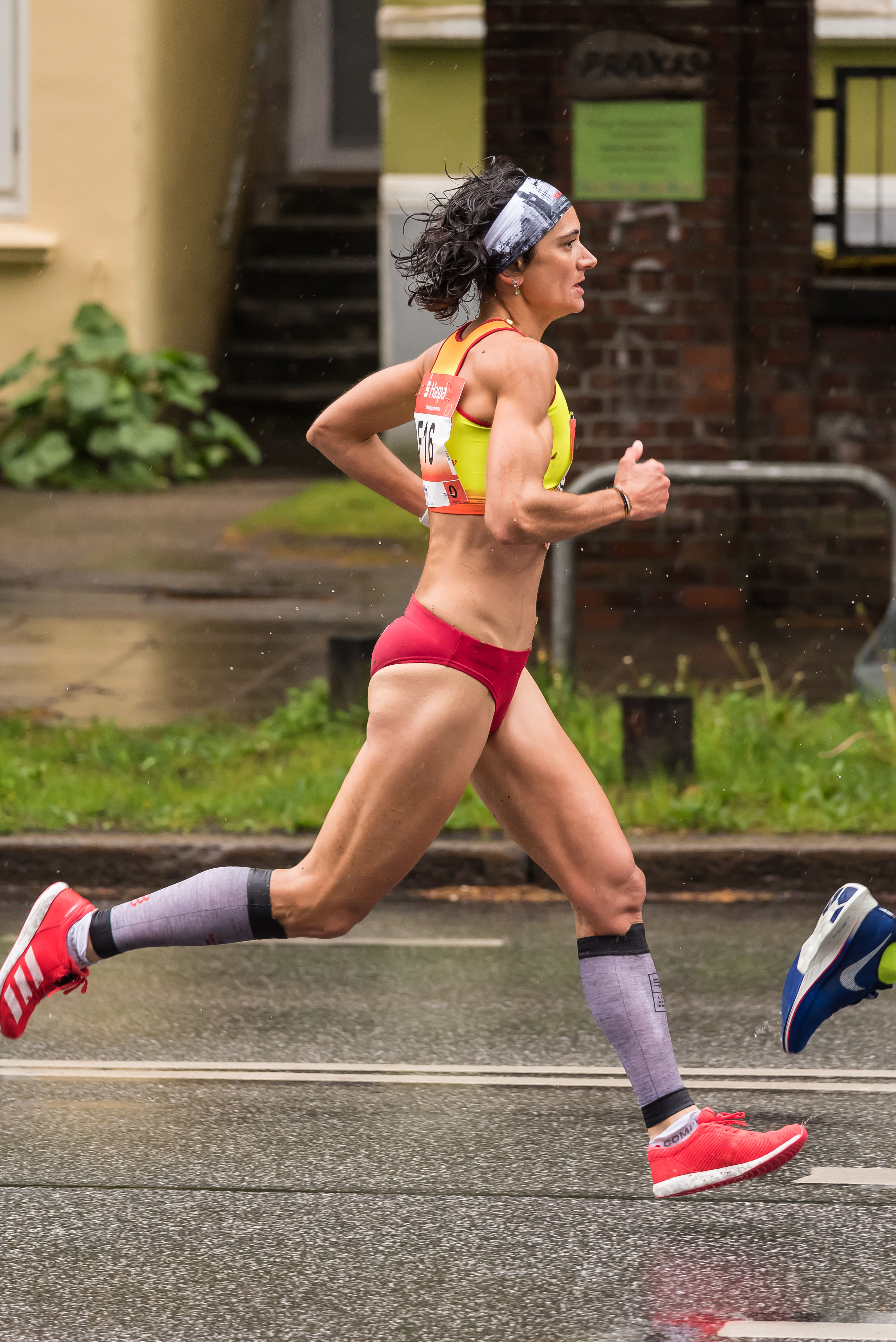
Marta Esteban, Spanien – Rang 21
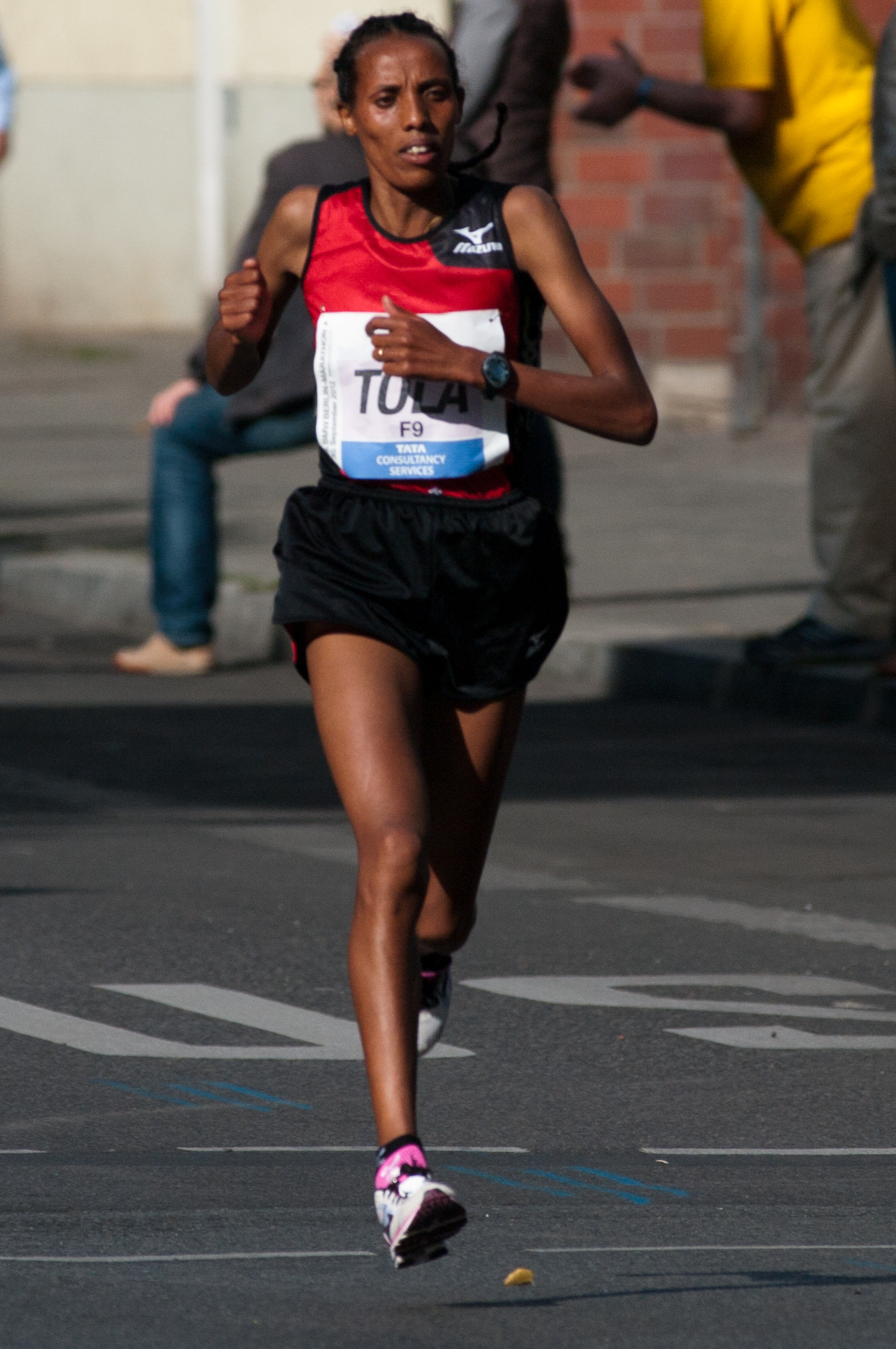
Fate Tola, Deutschland – Rang 22
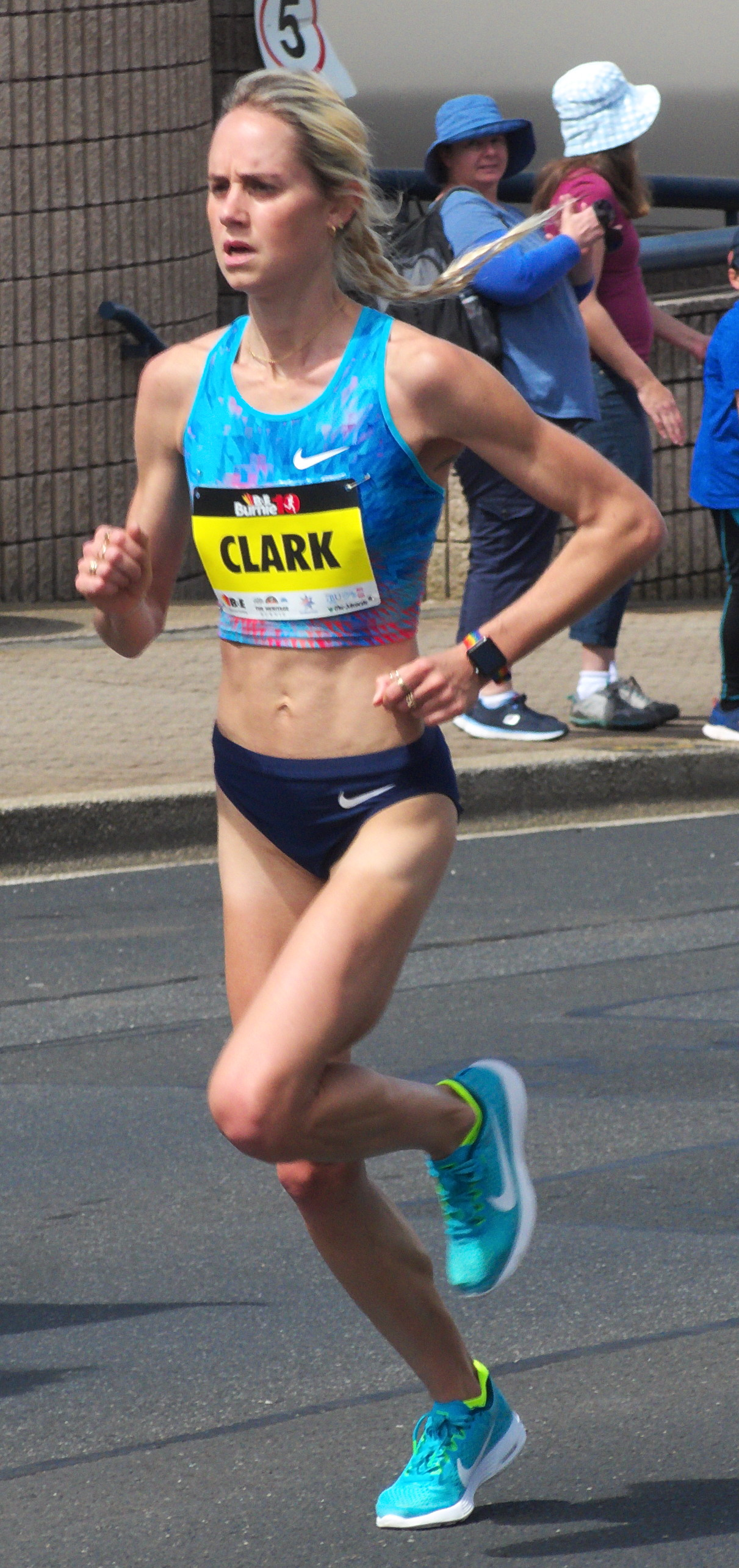
Milly Clark, Australien – Rang 24
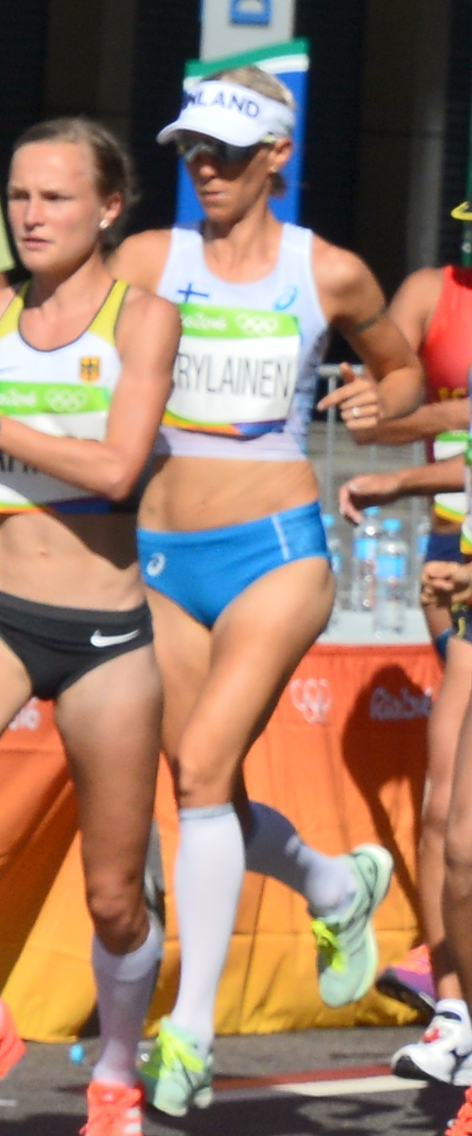
Anne-Mari Hyryläinen, Finnland – Rang 25
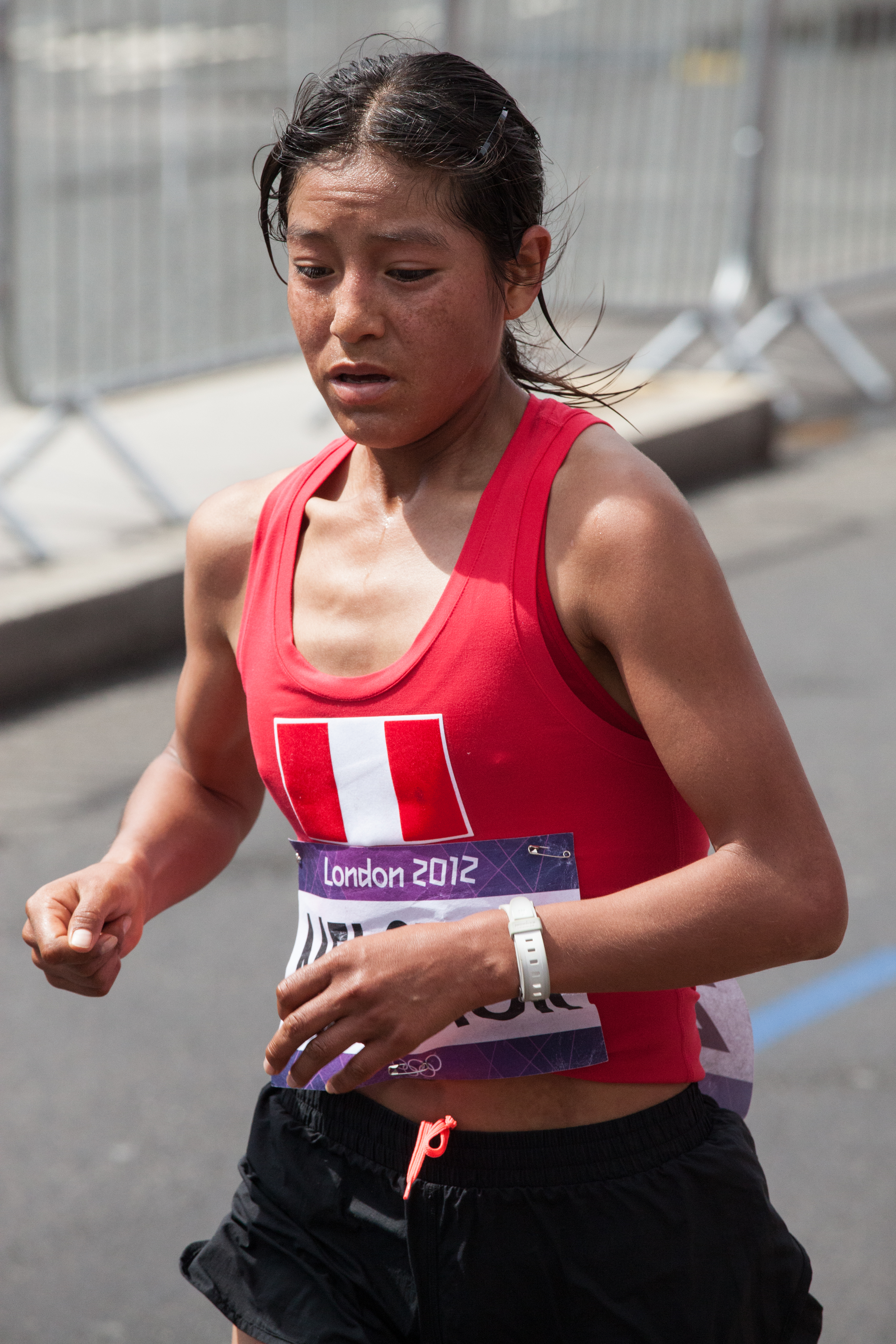
Inés Melchor, Peru – Rang 26
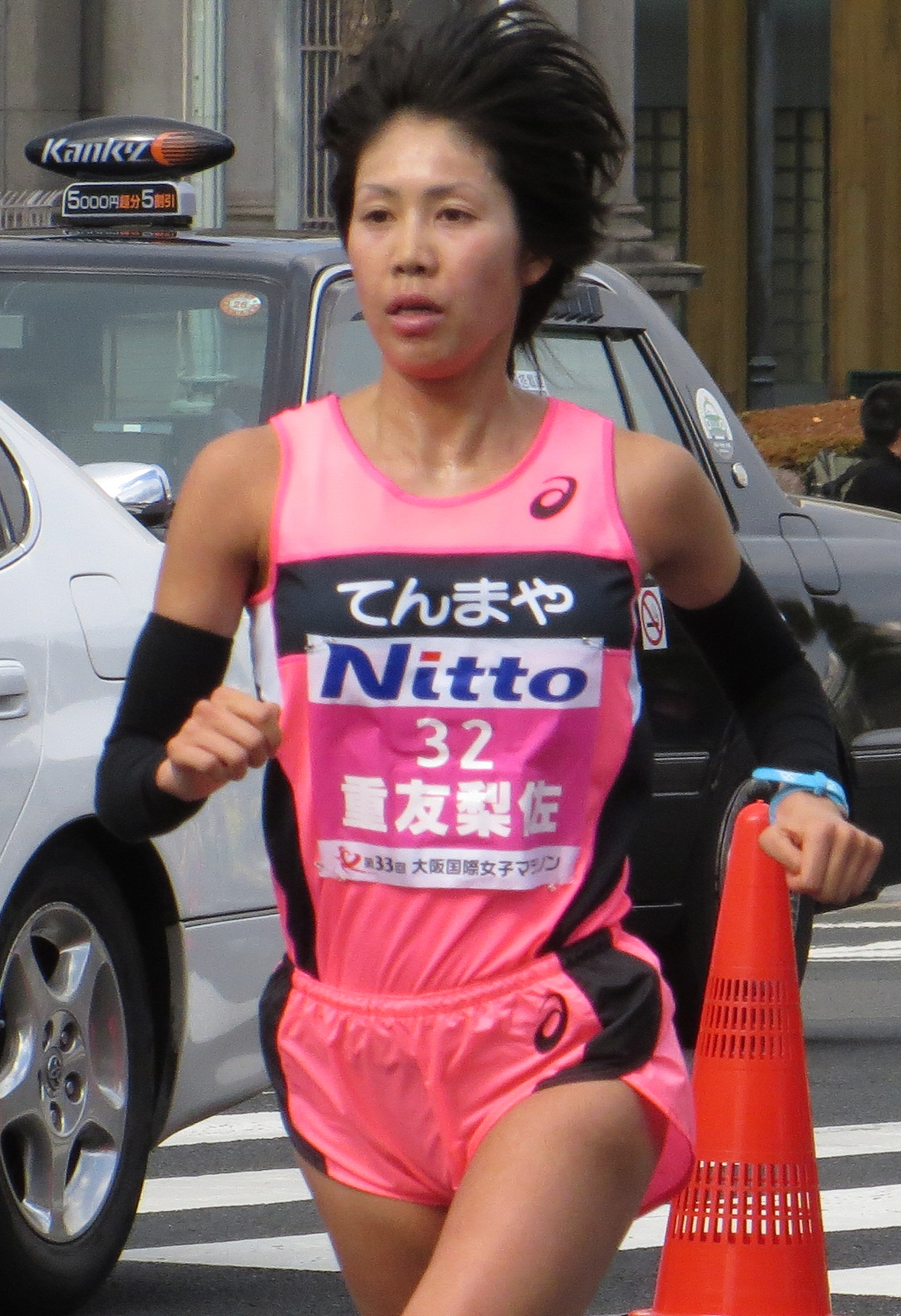
Risa Shigemoto, Japan – Rang 27
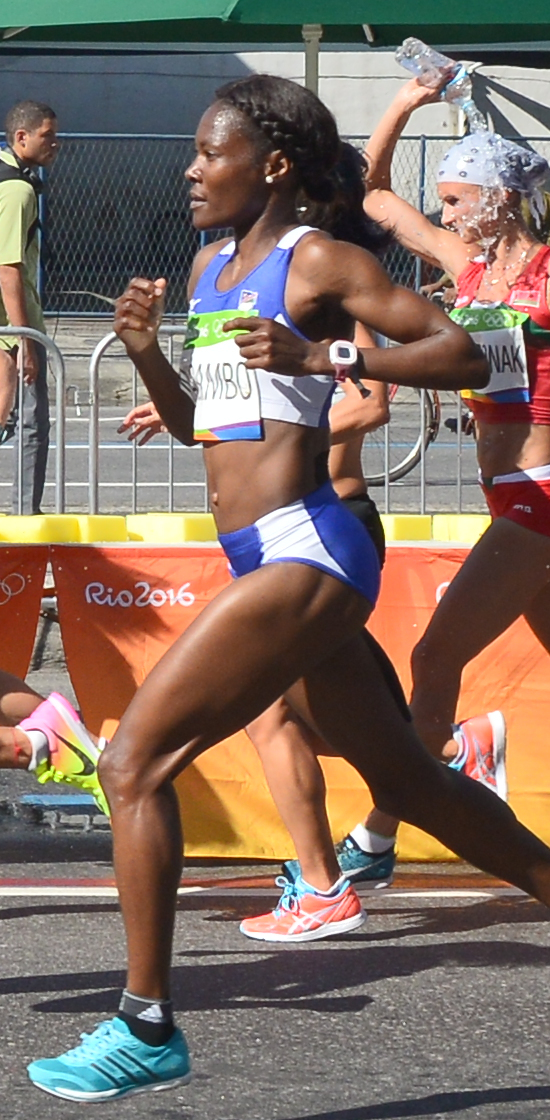
Beata Naigambo, Namibia – Rang dreißig
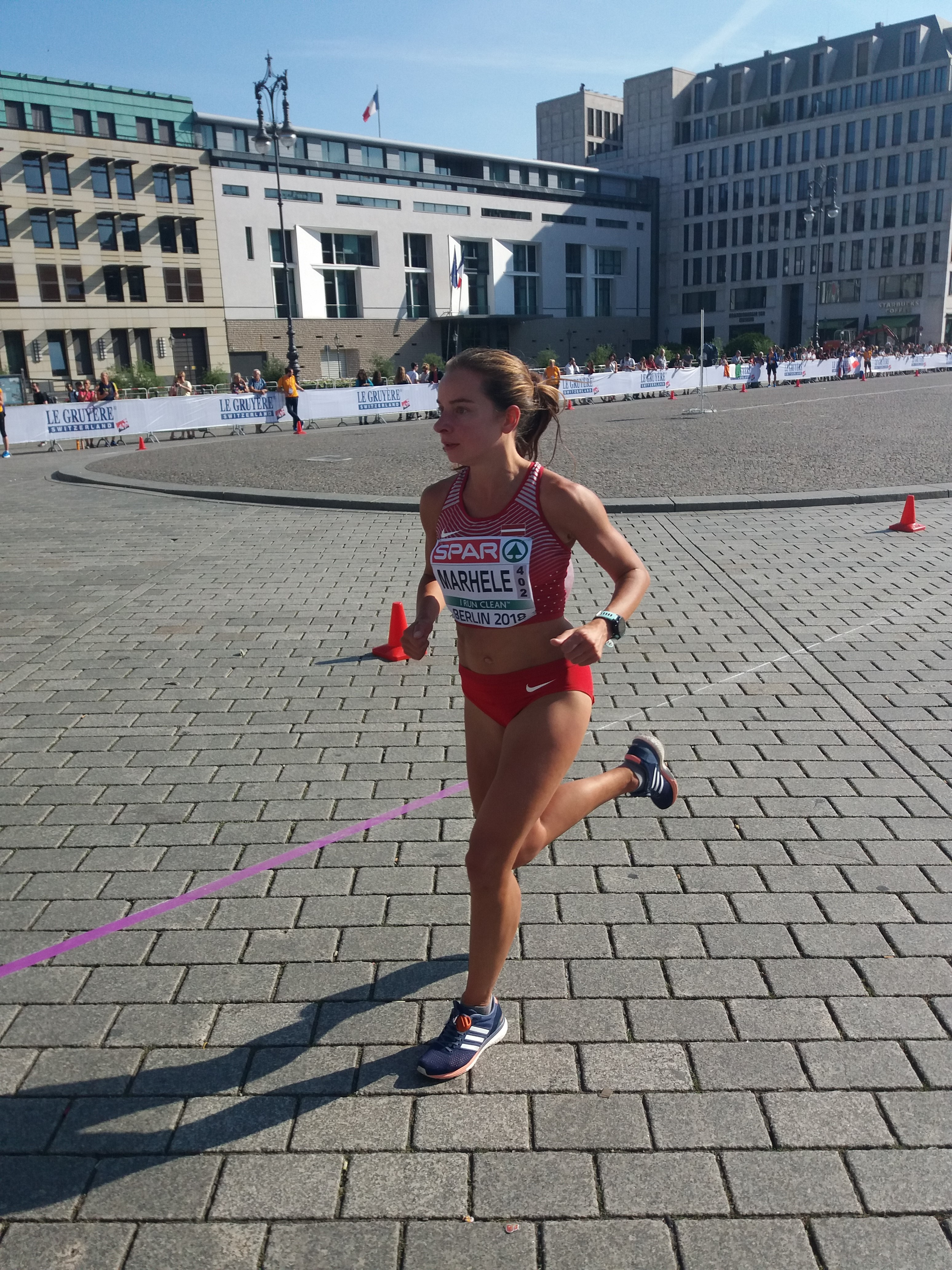
Ilona Marhele, Lettland – Rang 31
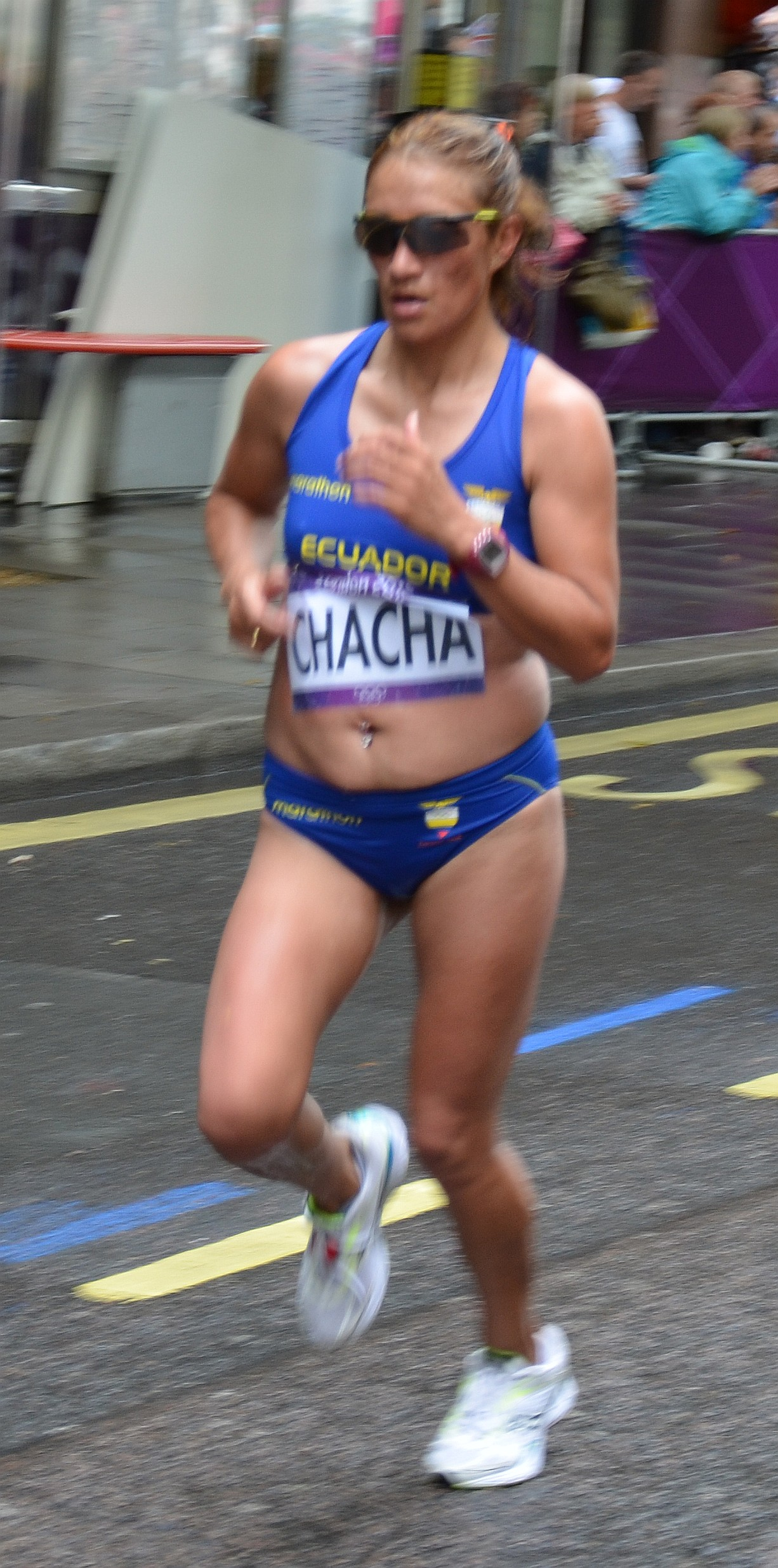
Rosa Chacha, Ecuador – Rang 32
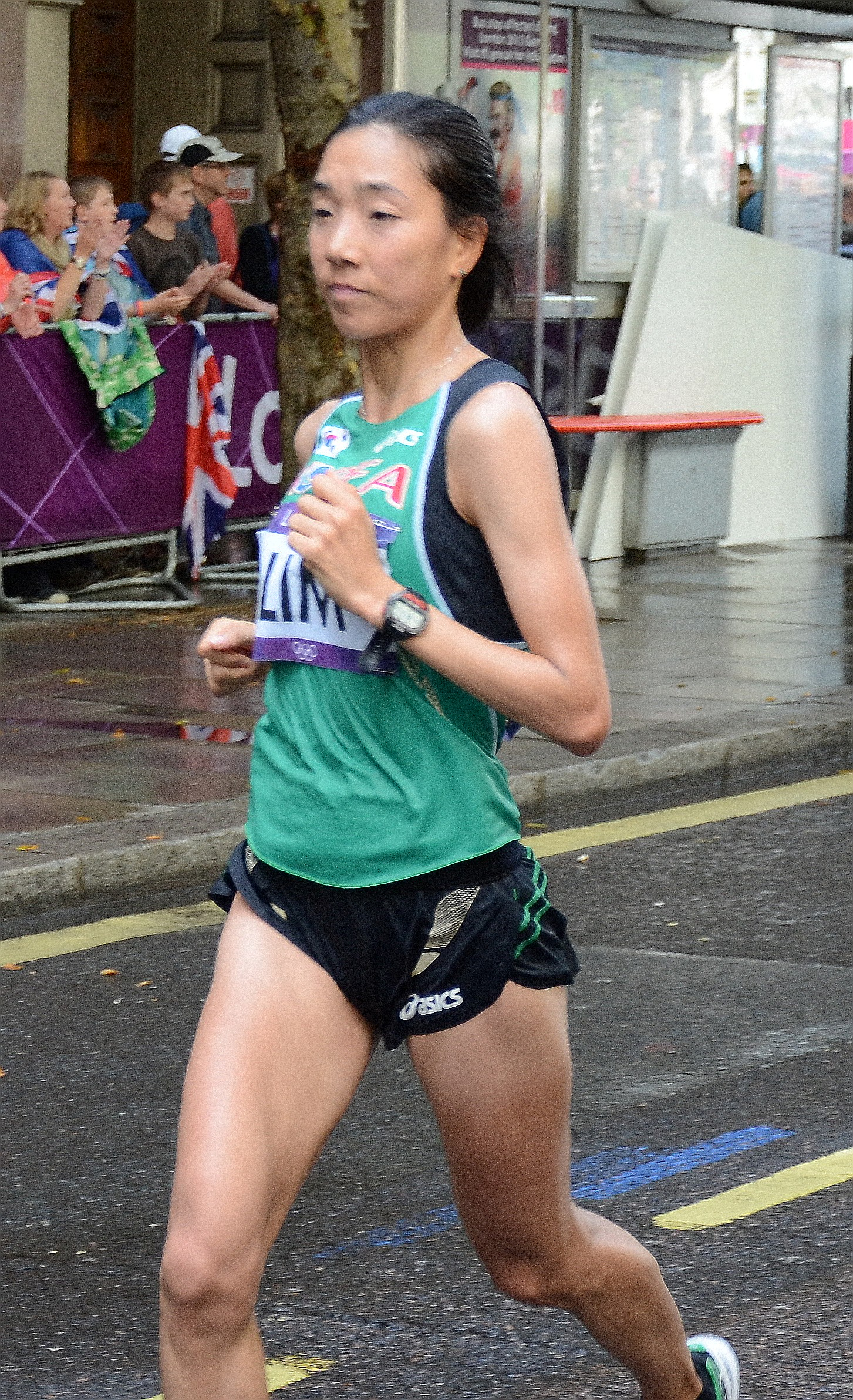
Lim Kyung-hee, Südkorea – Rang 34
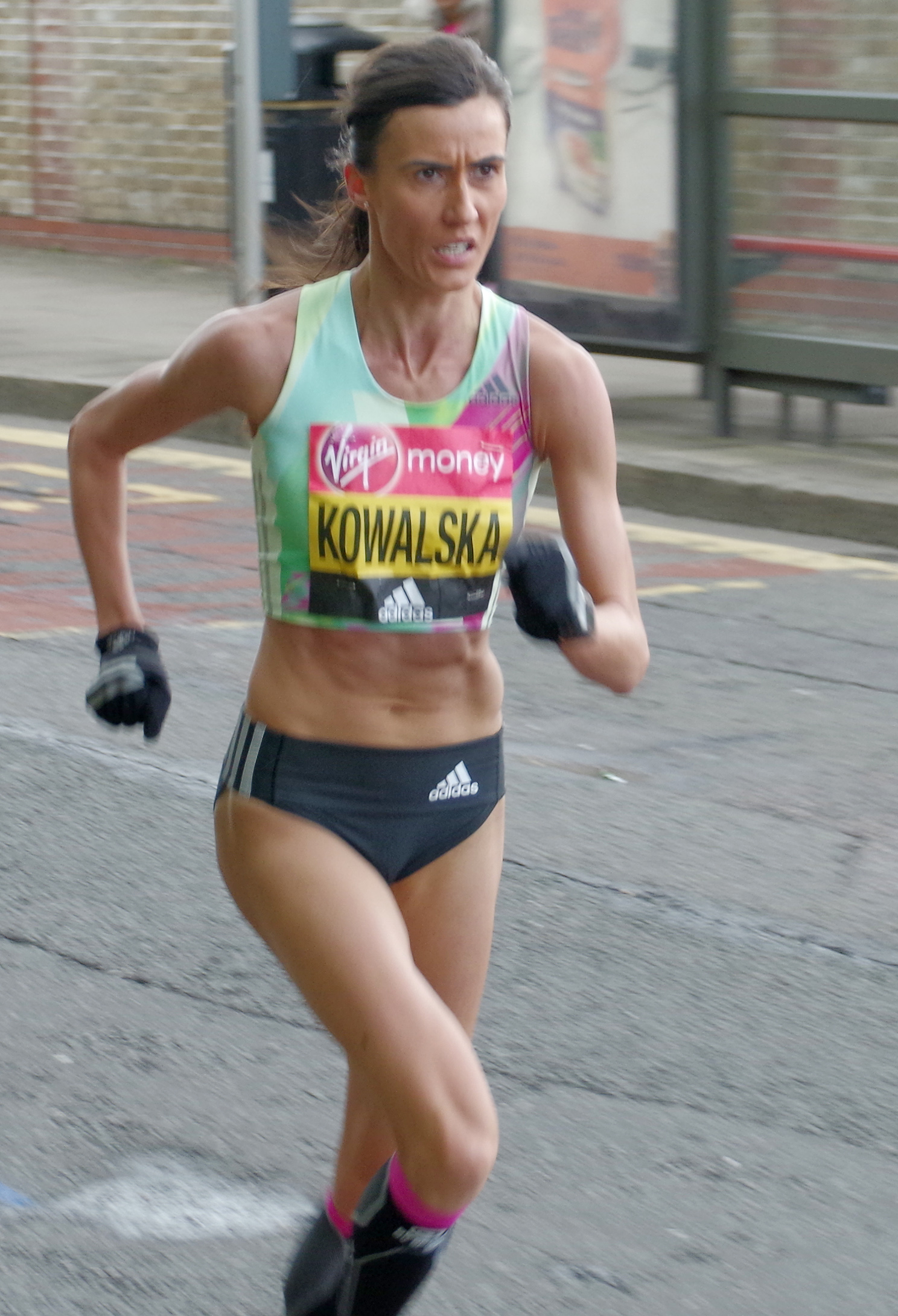
Katarzyna Kowalska, Polen – Rang 36
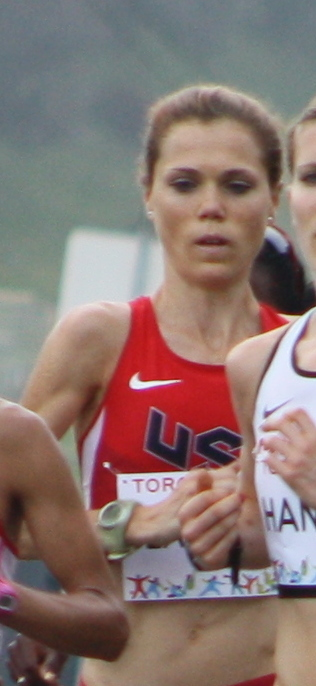
Lindsay Flanagan, USA – Rang 37
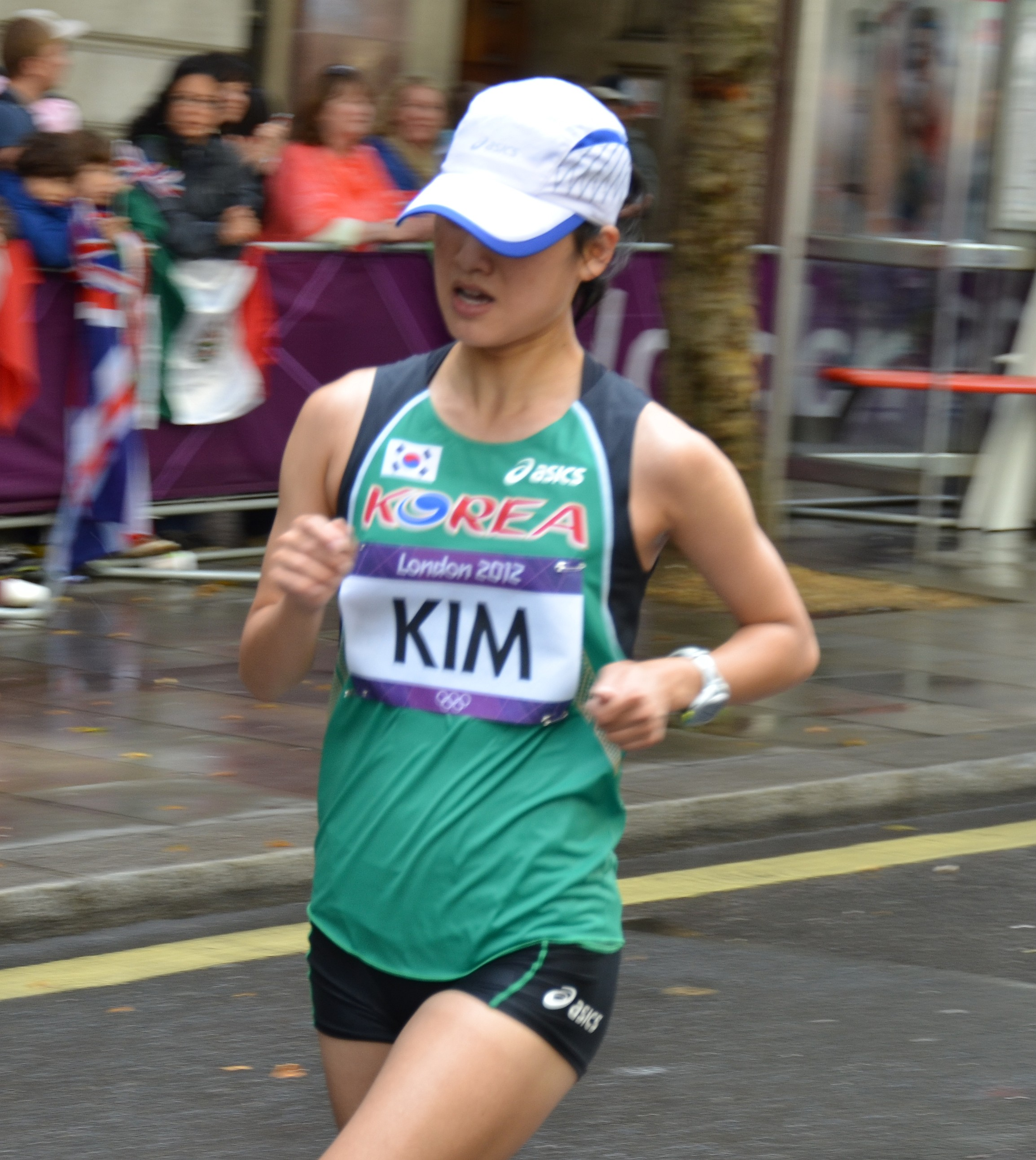
Kim Seong-eun, Südkorea – Rang 38
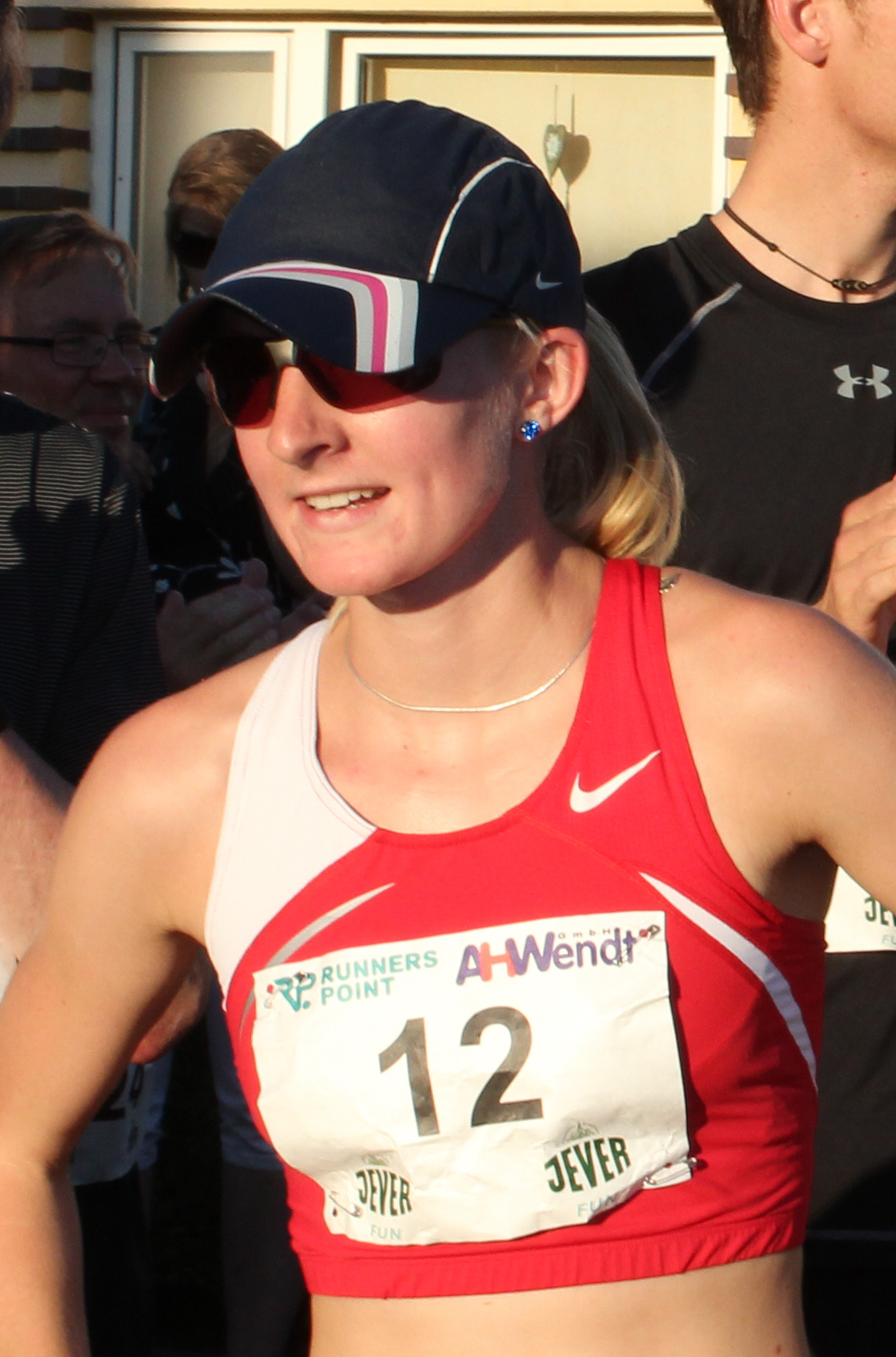
Katharina Heinig, Deutschland – Rang 39
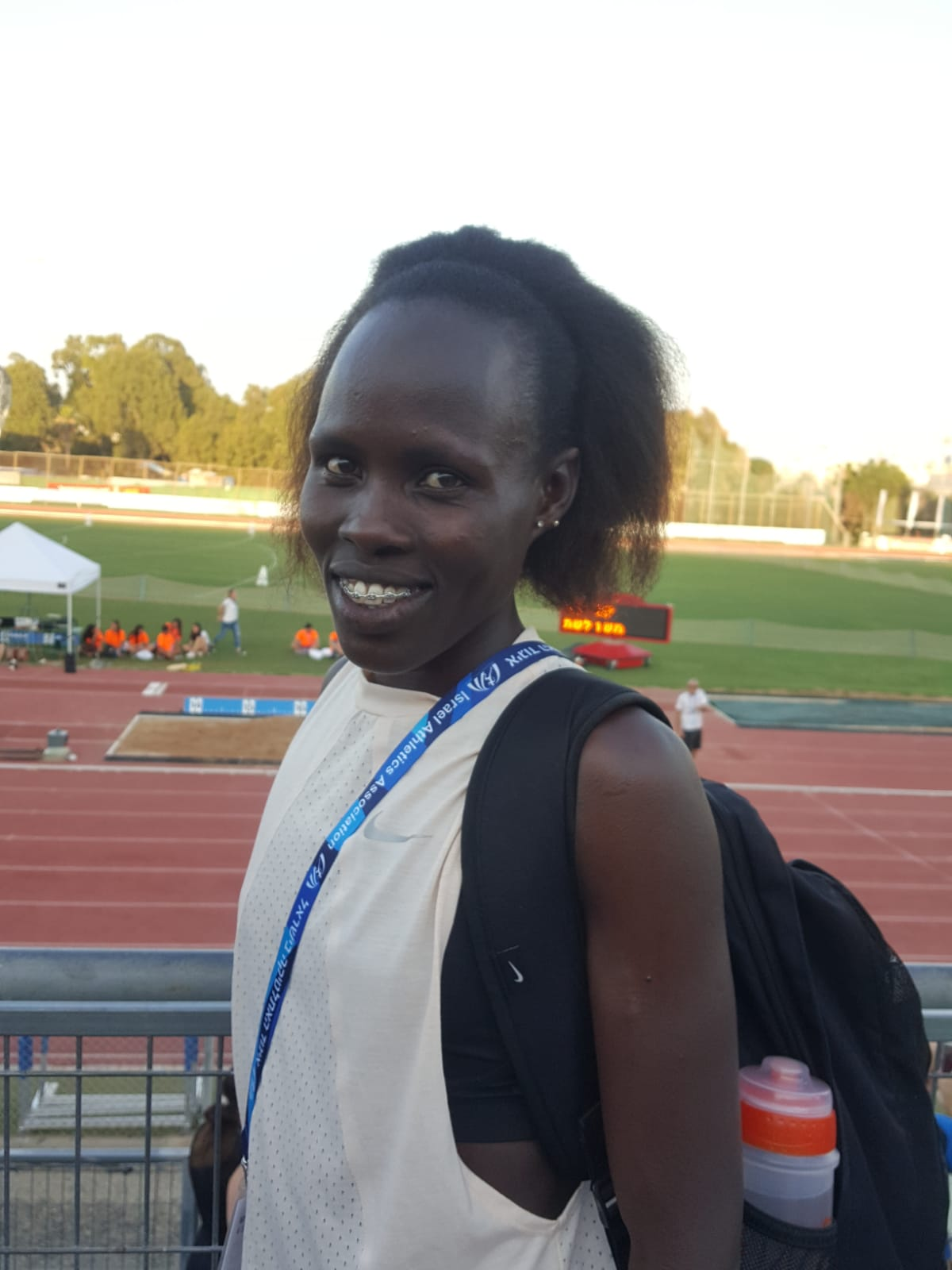
Lonah Chemtai, Israel – Rang 41
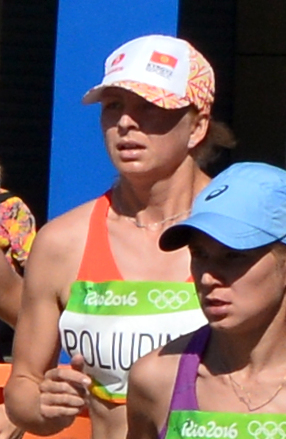
Viktoriia Poliudina;, Kirgisistan – Rang 42
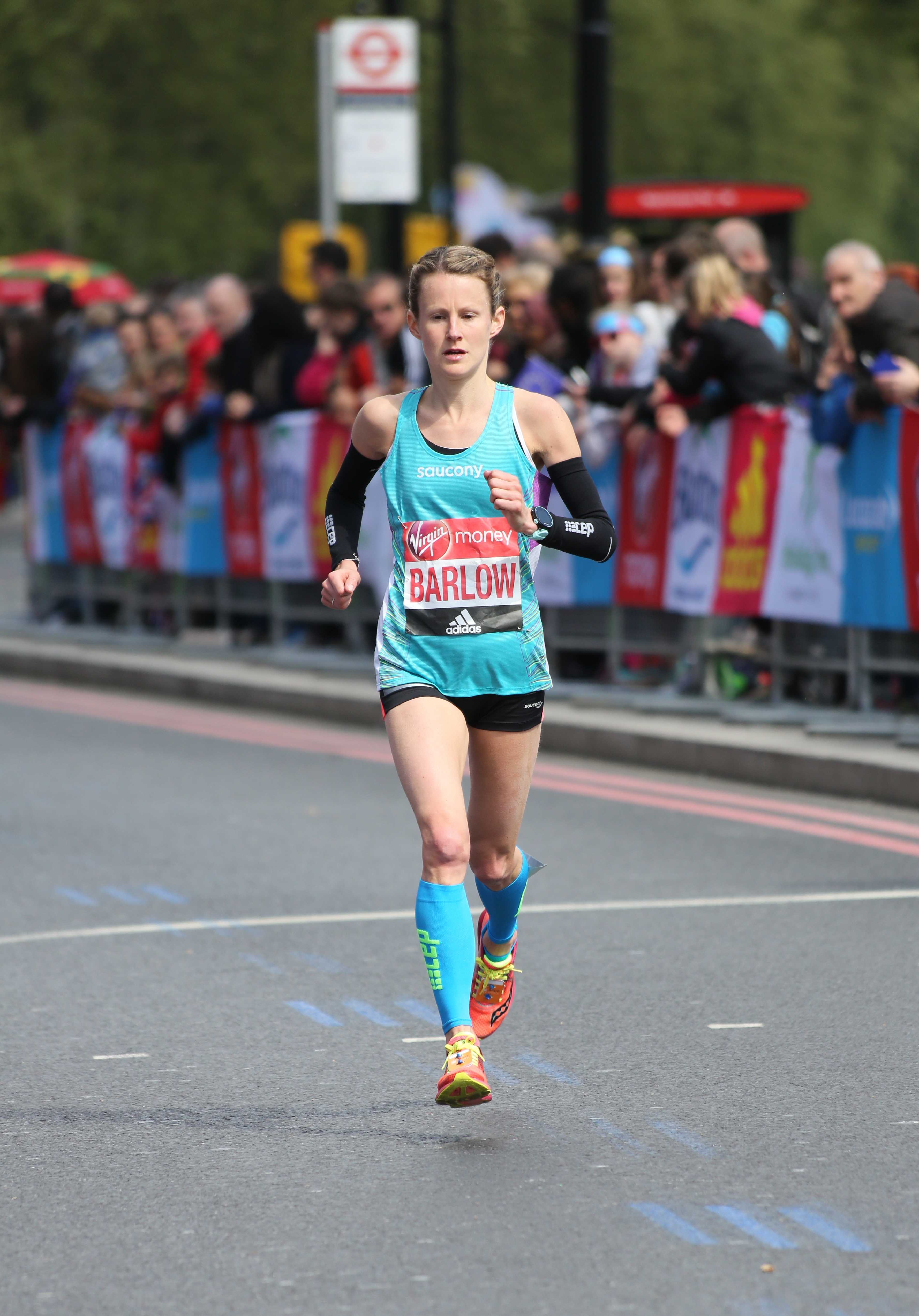
Tracy Barlow, Großbritannien – Rang 43

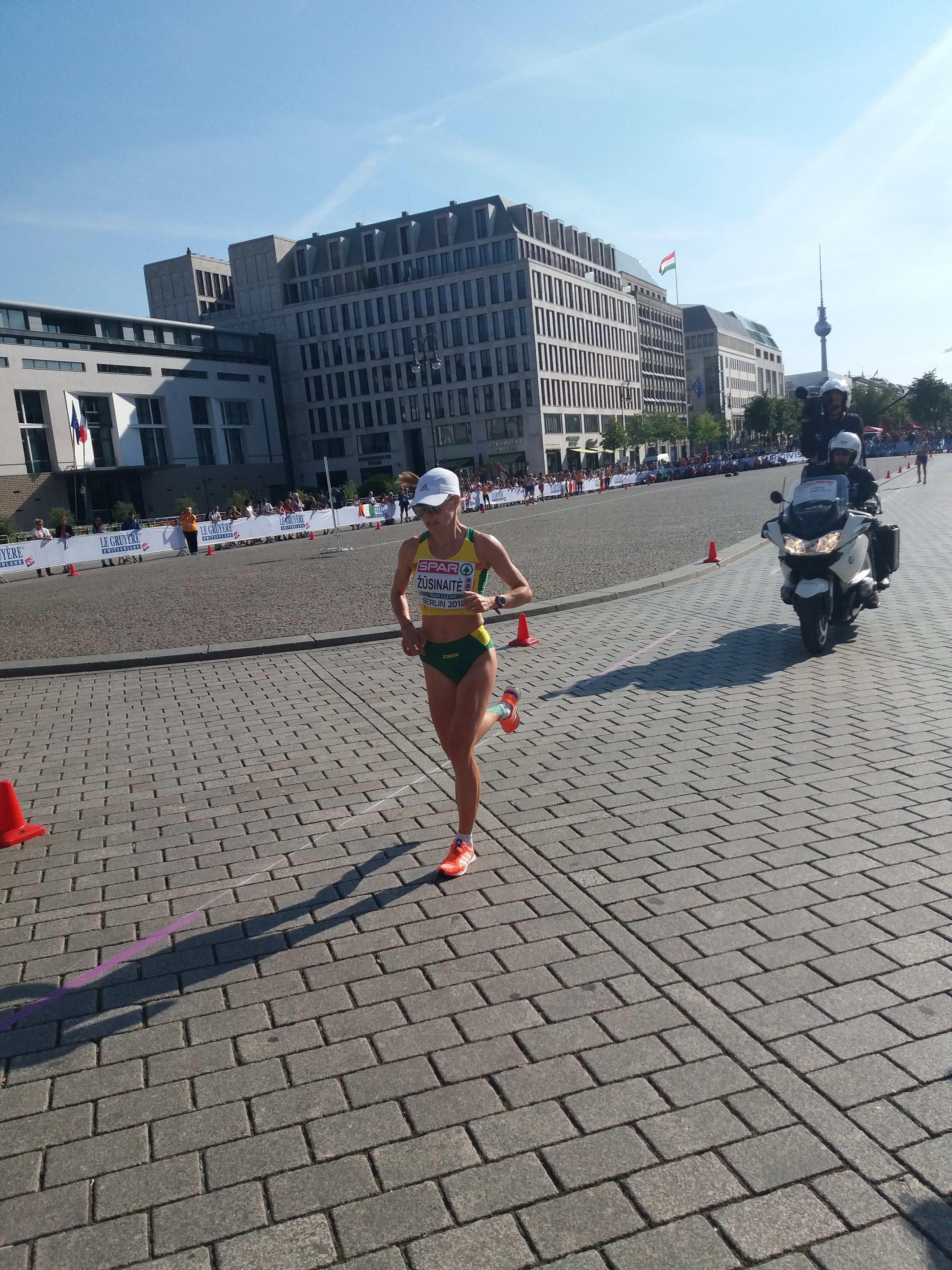
Vaida Žūsinaitė, Litauen – Rang 45
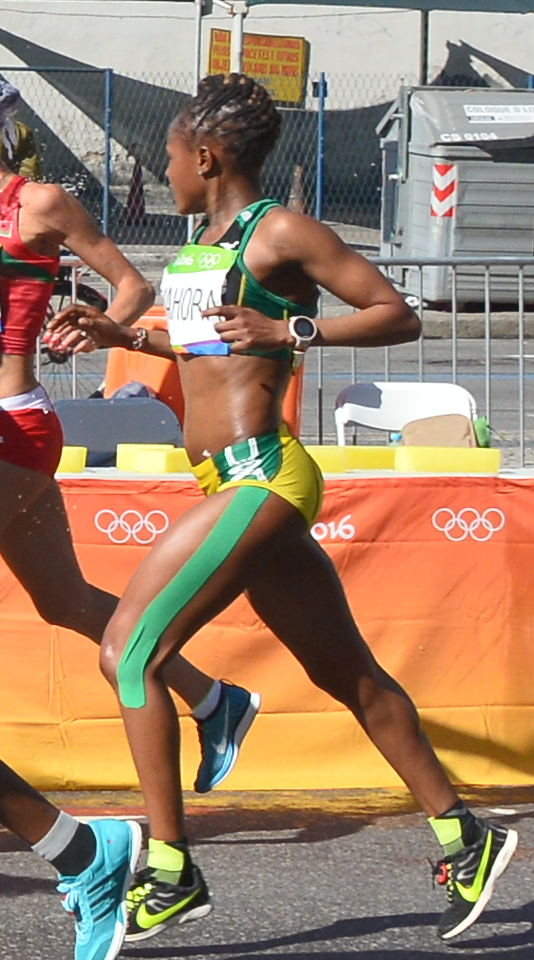
Rutendo Nyahora, Simbabwe – Rang 47
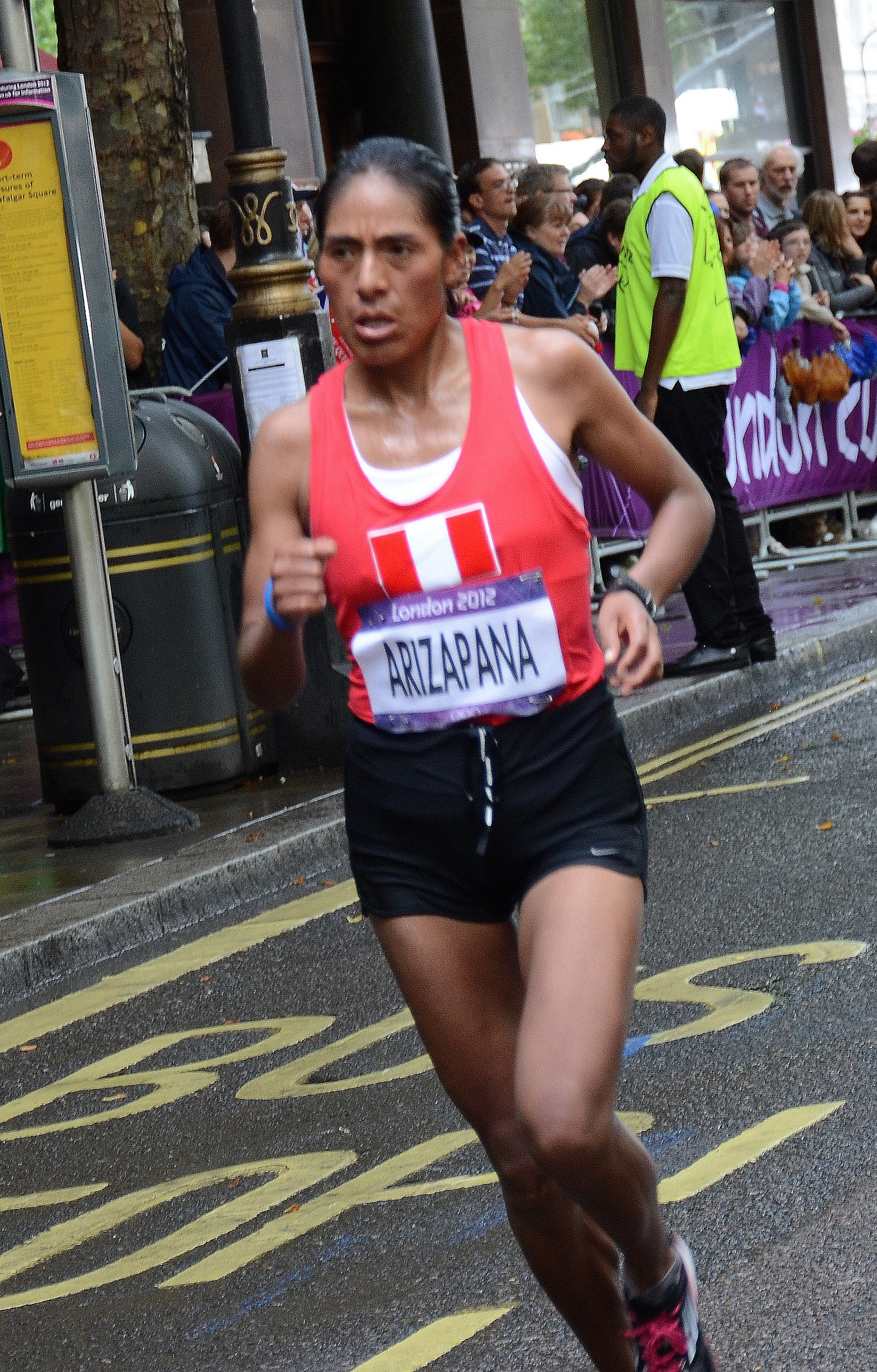
Wilma Arzipana, Peru – Rang 49
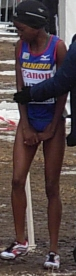
Lavinia Haitope, Namibia – Rang fünfzig
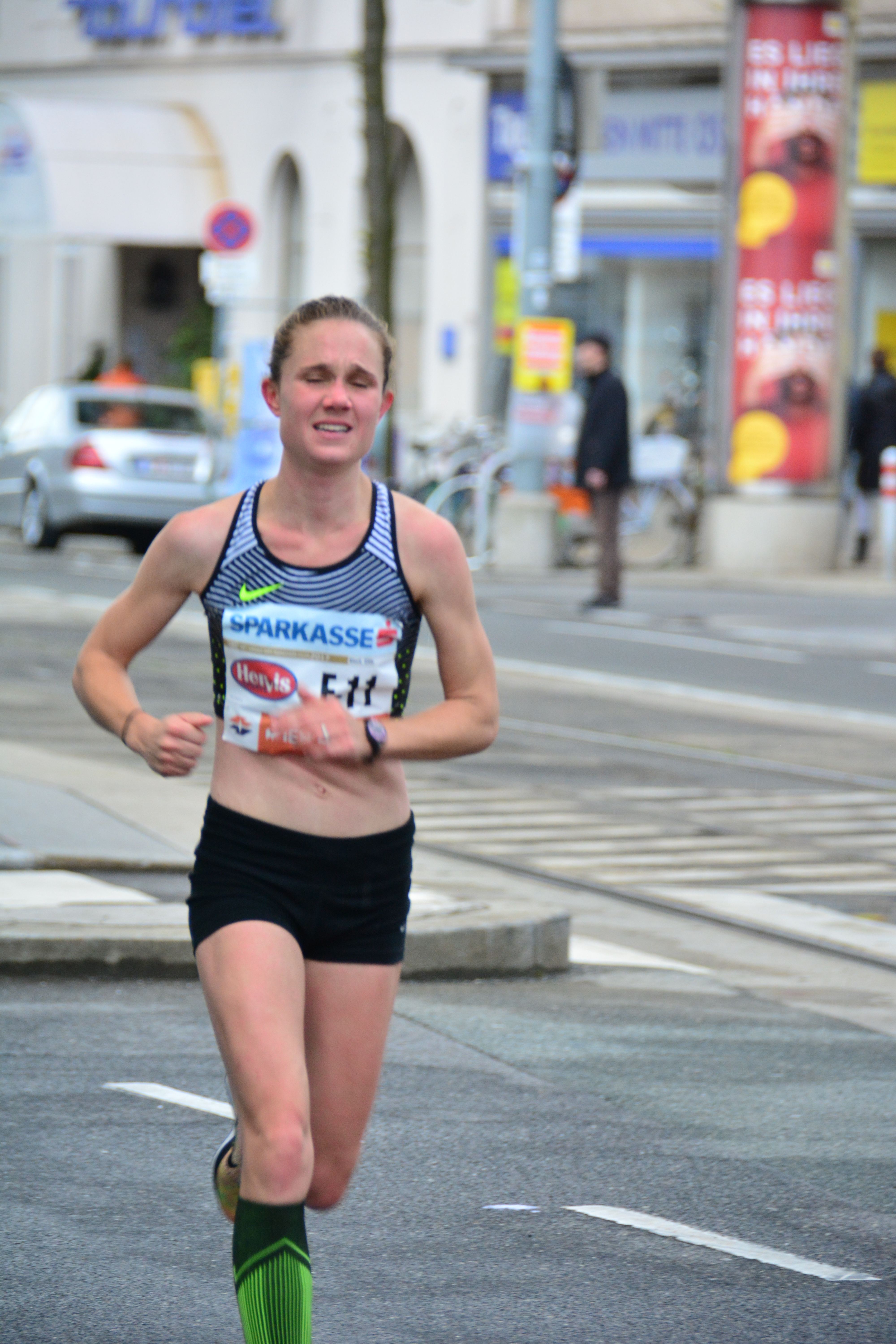
Tarah Korir, Kanada – Rang 51
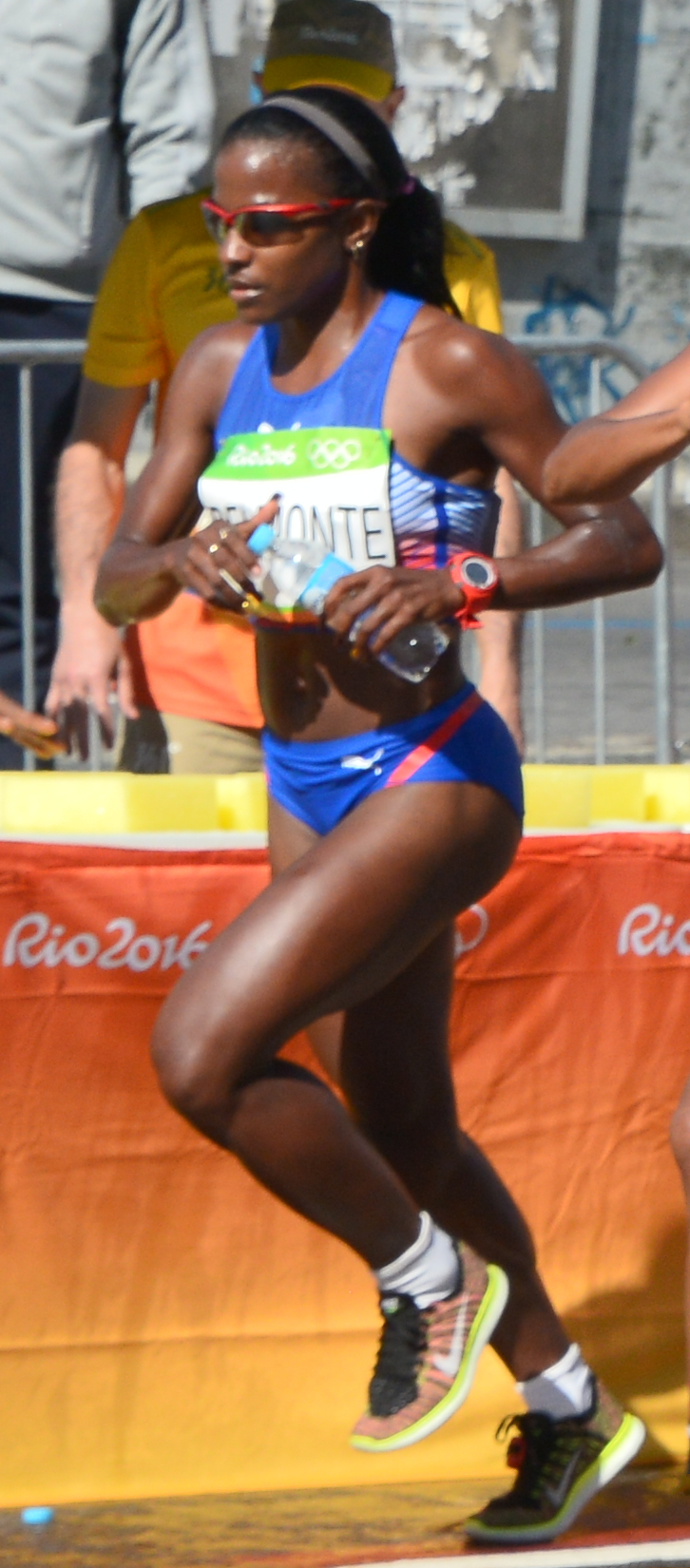
Dailín Belmonte, Kuba – Rang 55
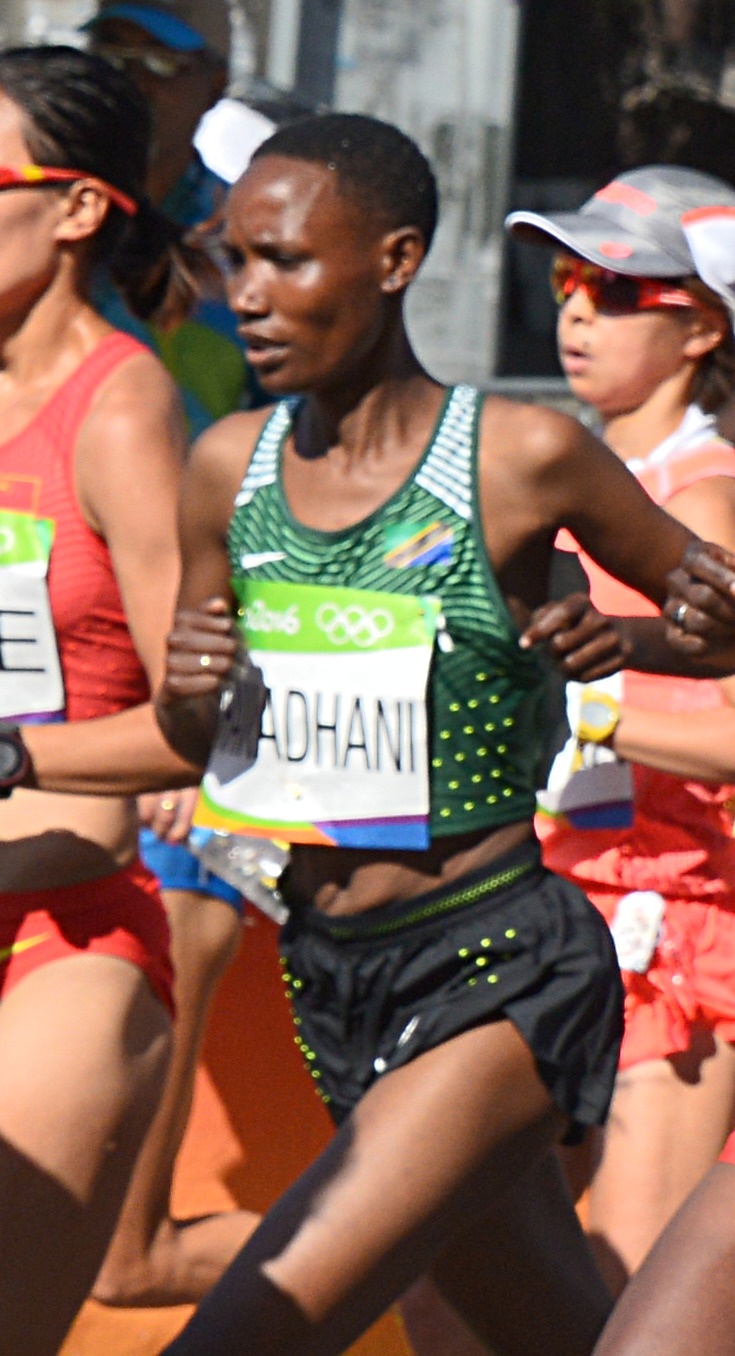
Sara Ramadhani, Tansania – Rang 56
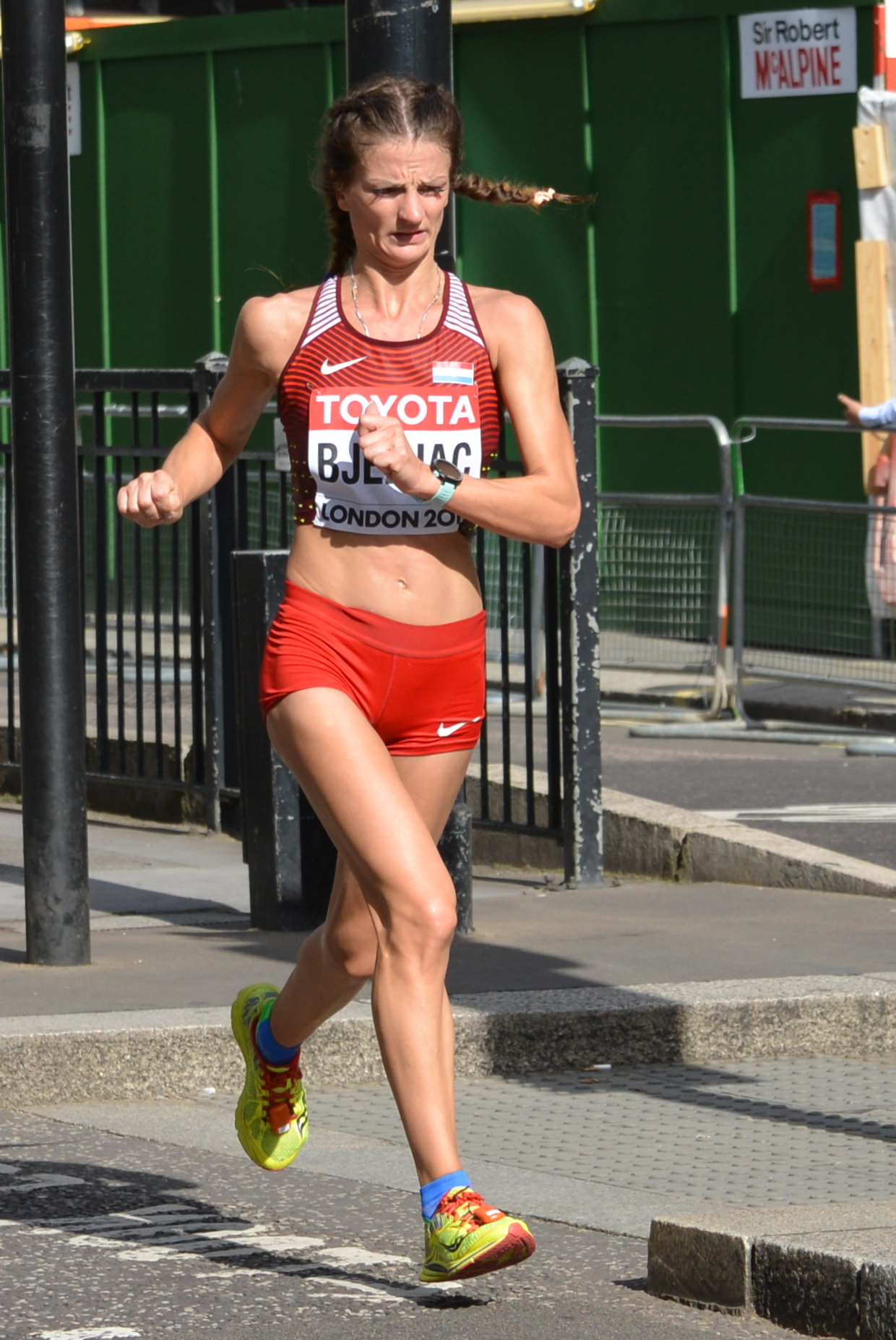
Bojana Bjeljac, Kroatien – Rang 57
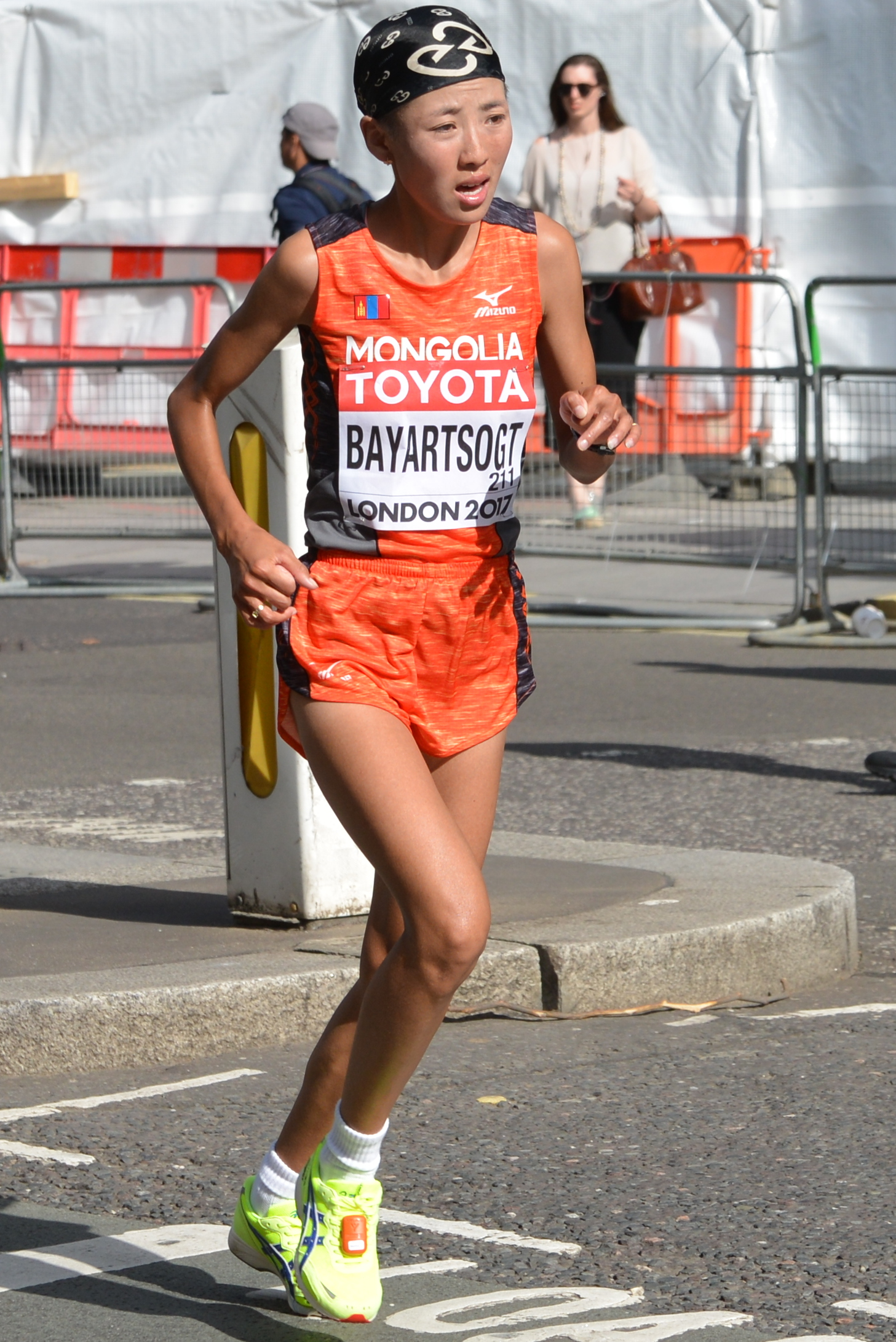
Bajartsogtyn Mönchdsajaa, Mongolei – Rang 58
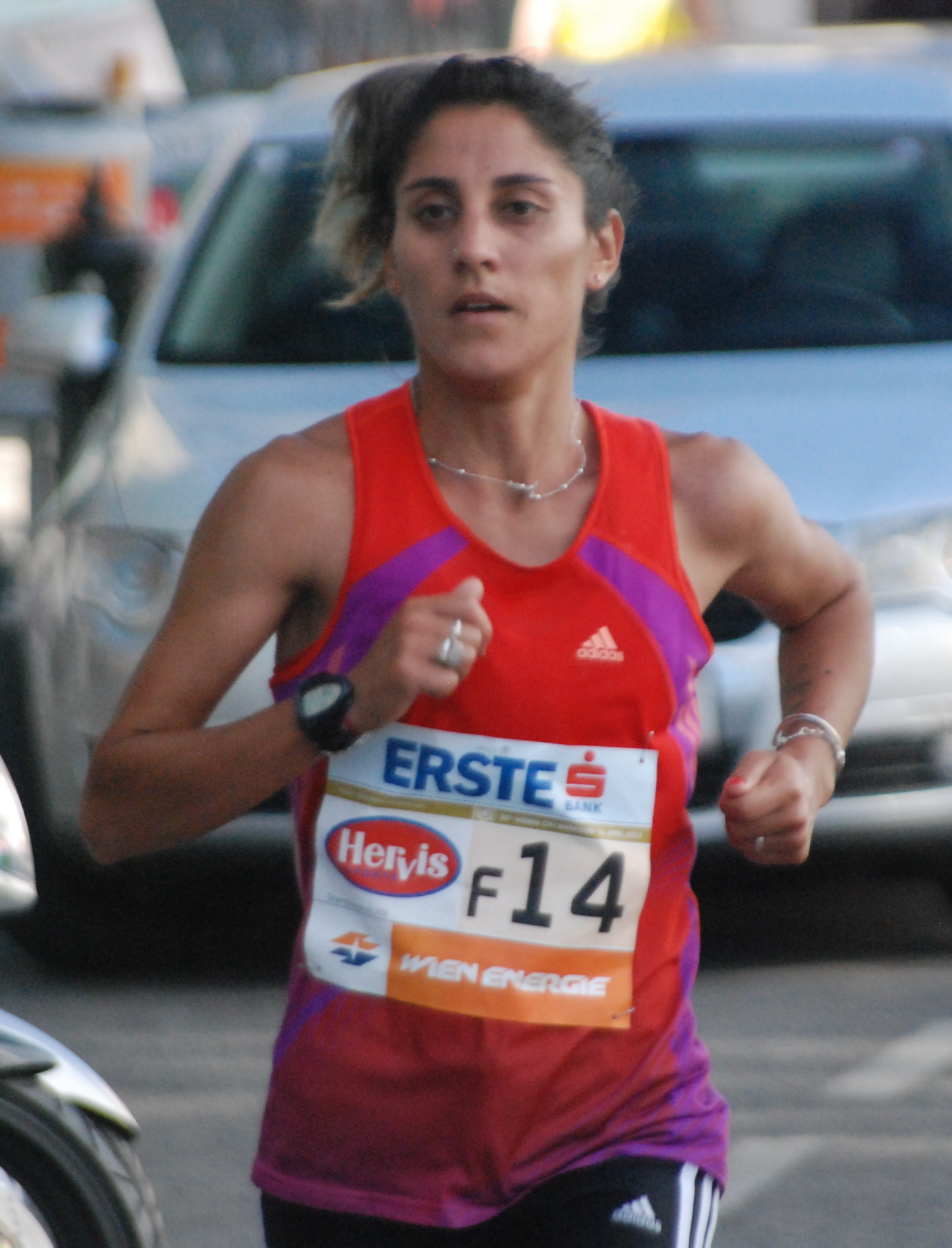
Rosa Godoy, Argentinien – Rang 62
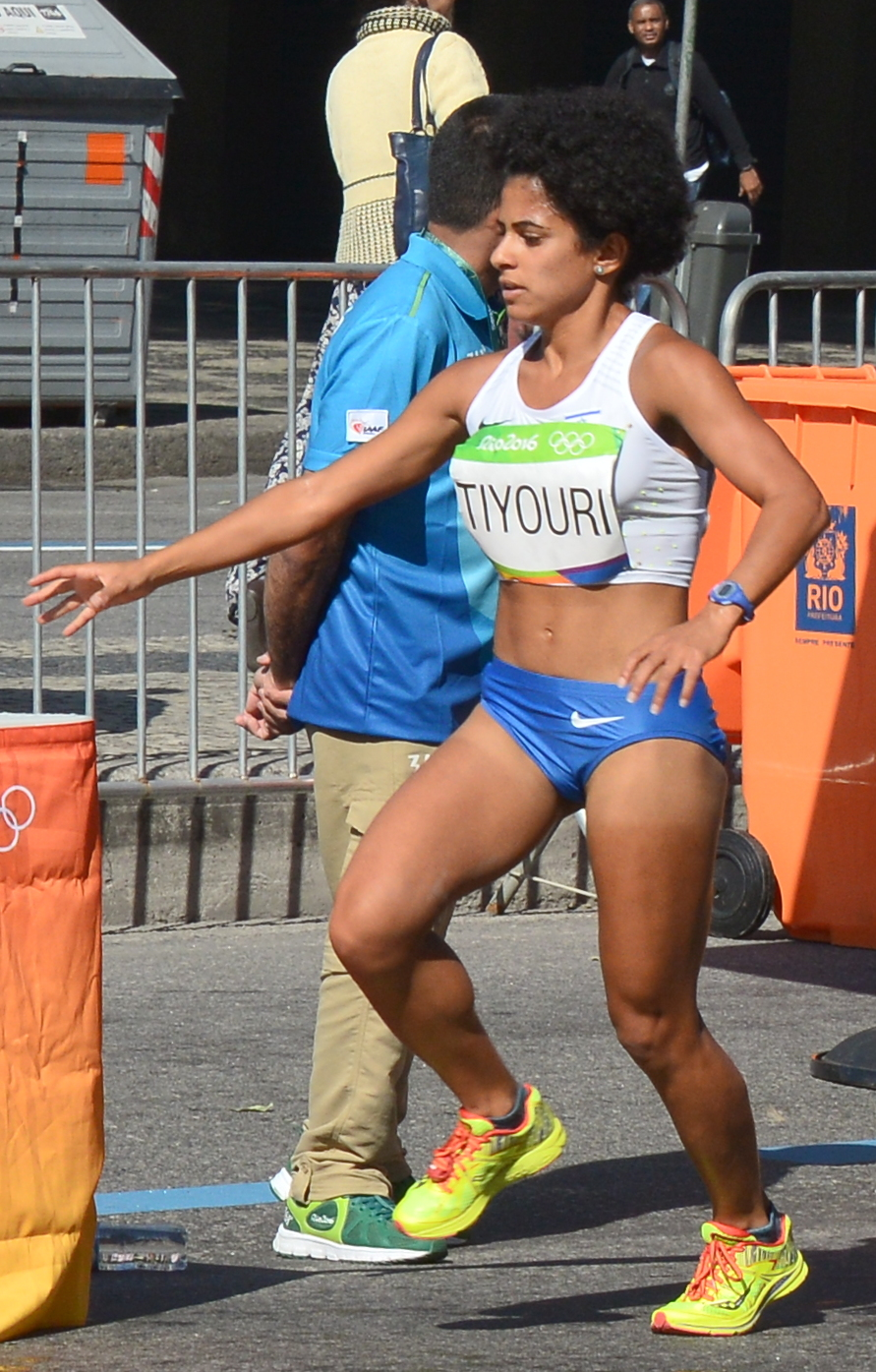
Maor Tiyouri, Israel – Rang 63
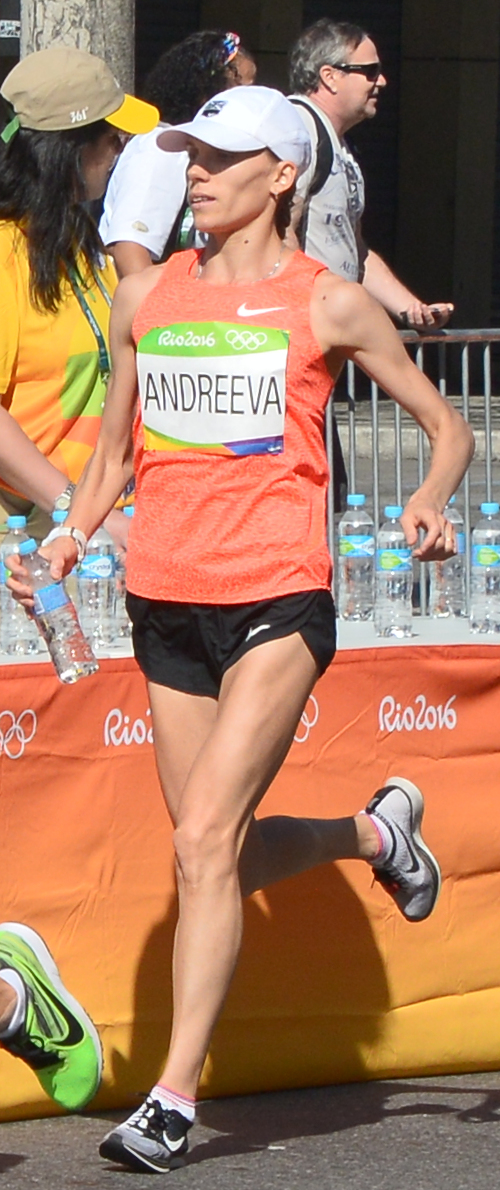
Julija Andrejewa, Kirgisistan – Rang 66
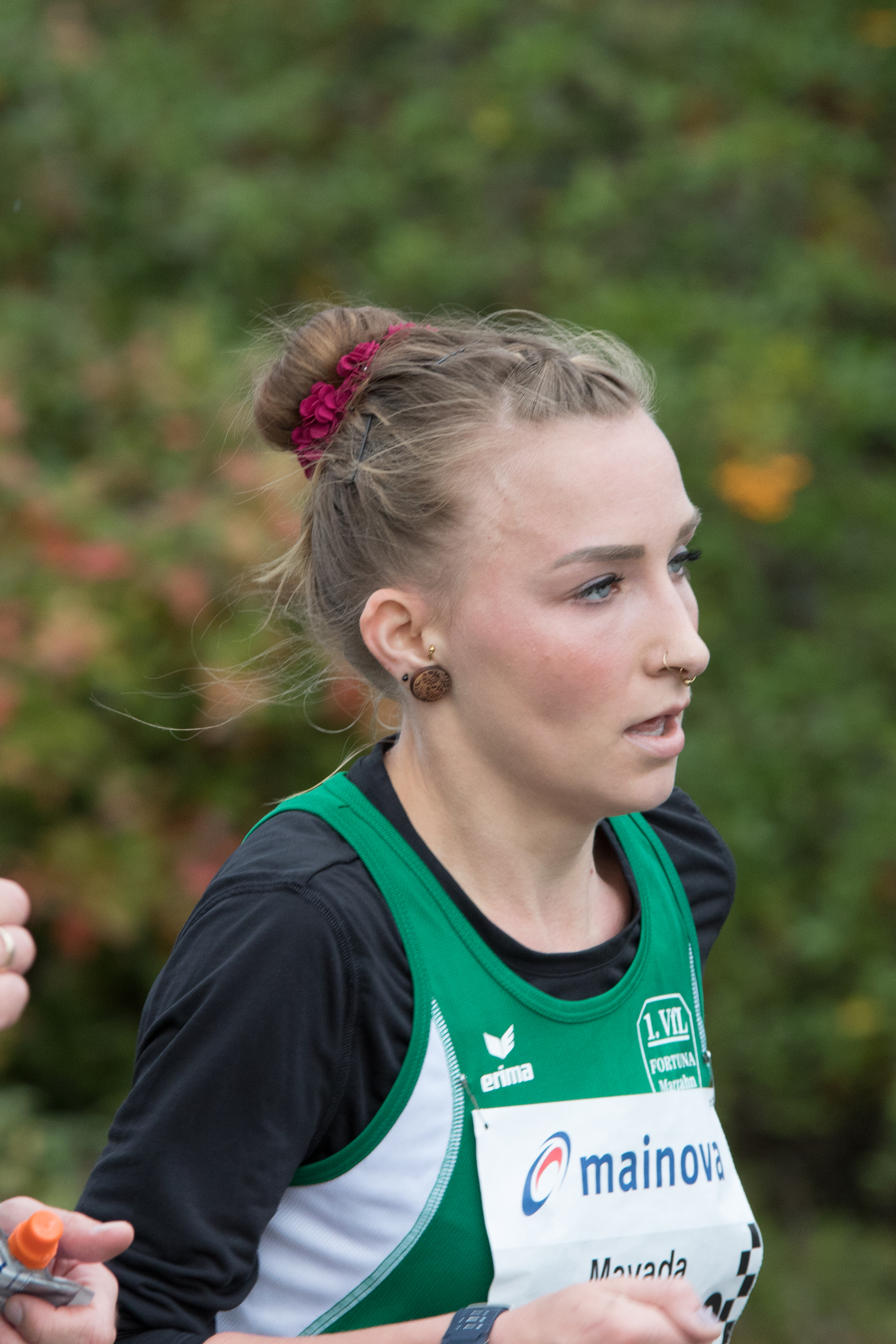
Mayada Al-Sayad, Palästina – Rang 68
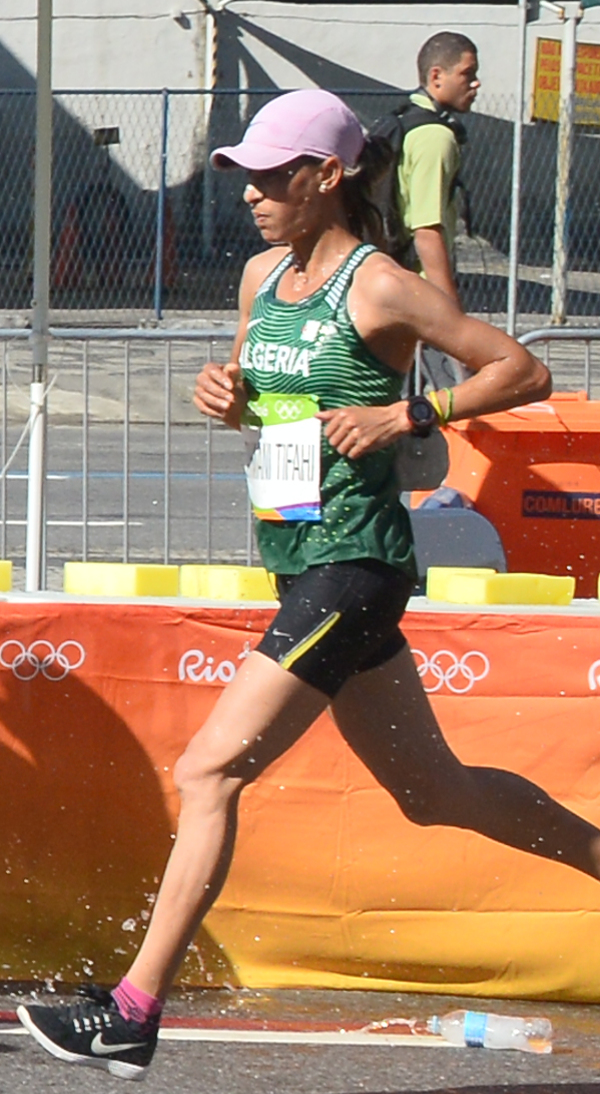
Kenza Dahmani, Algerien – Rennen nicht beendet
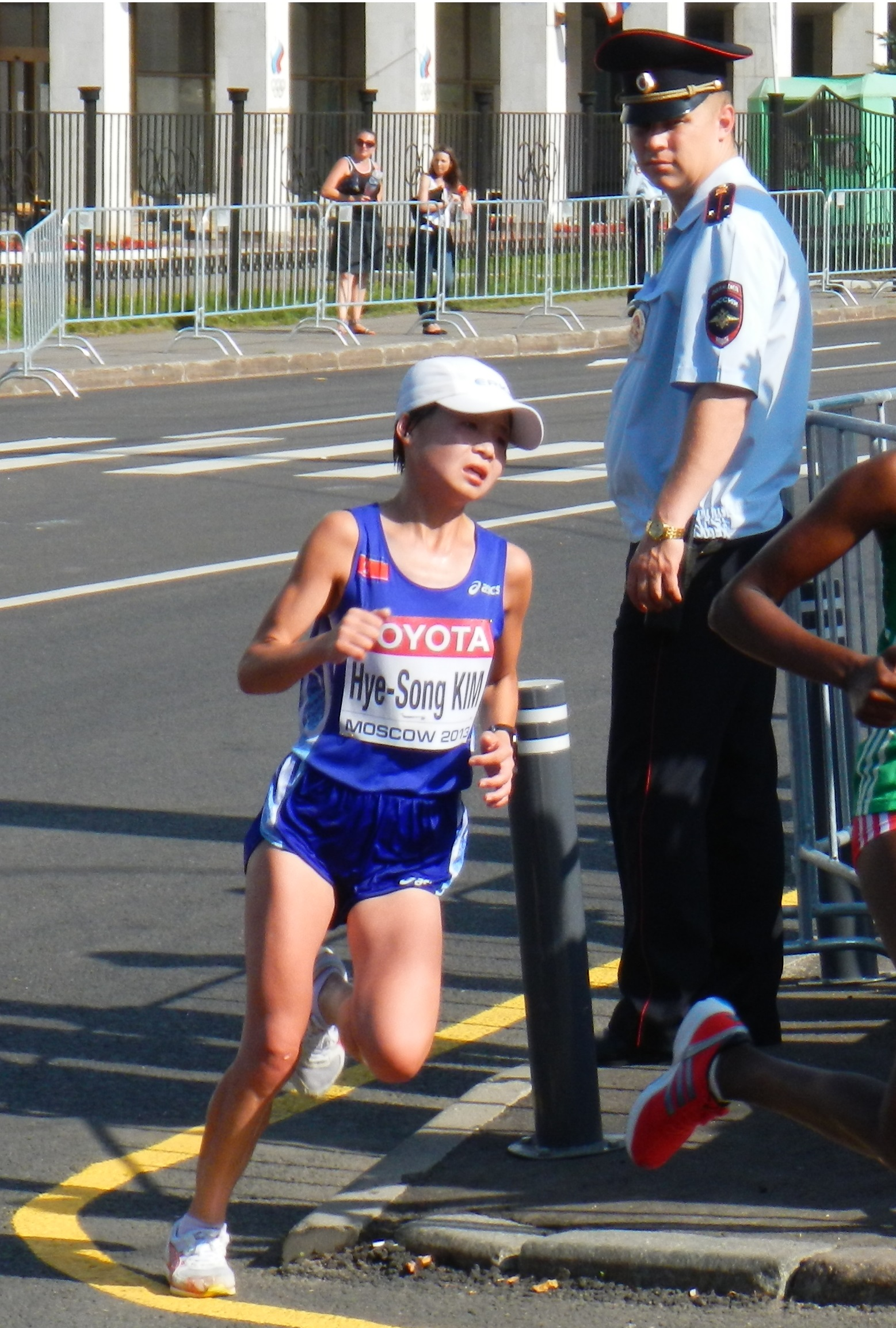
Kim Hye-song, Nordkorea – Rennen nicht beendet
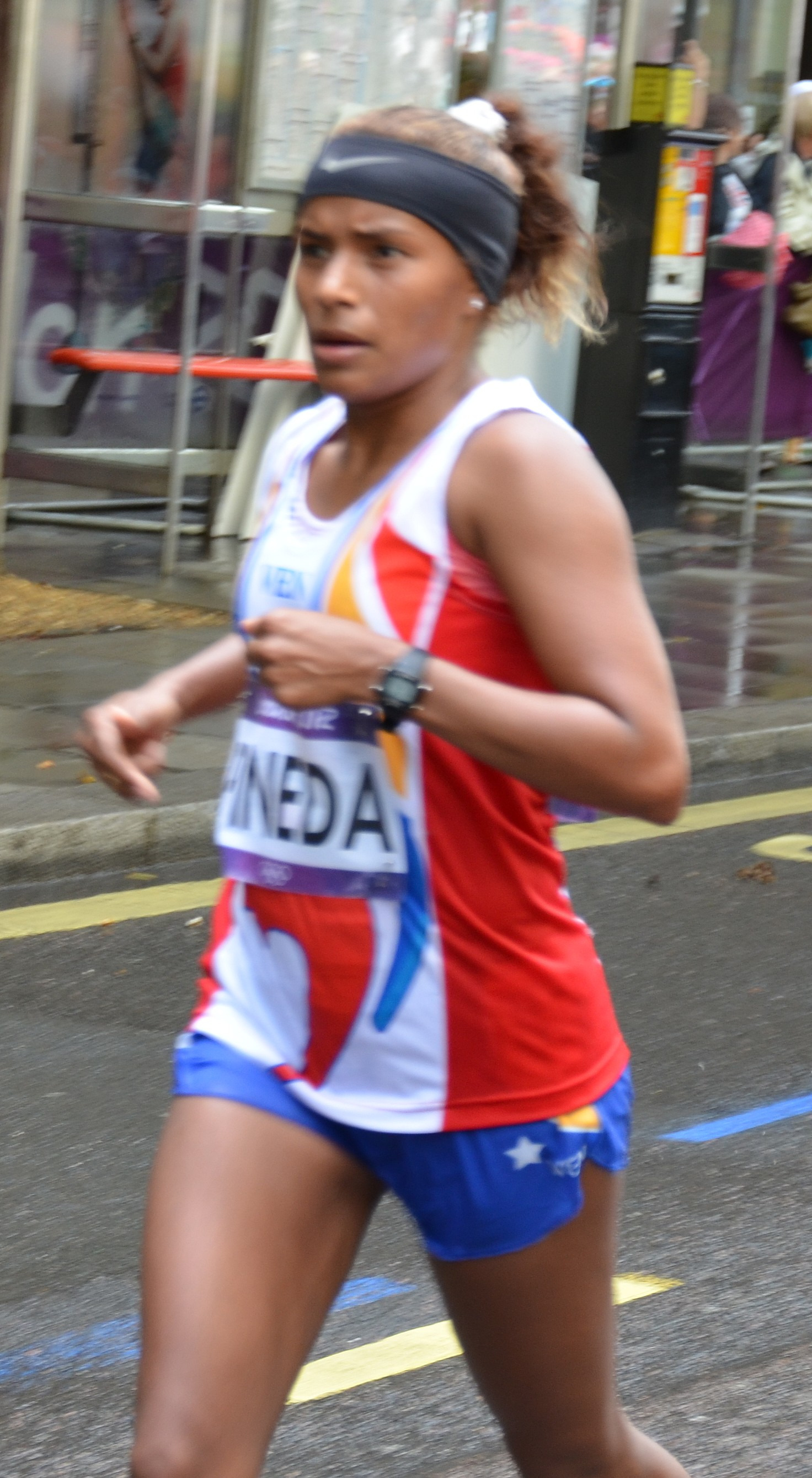
Yolimar Pineda, Venezuela – Rennen nicht beendet
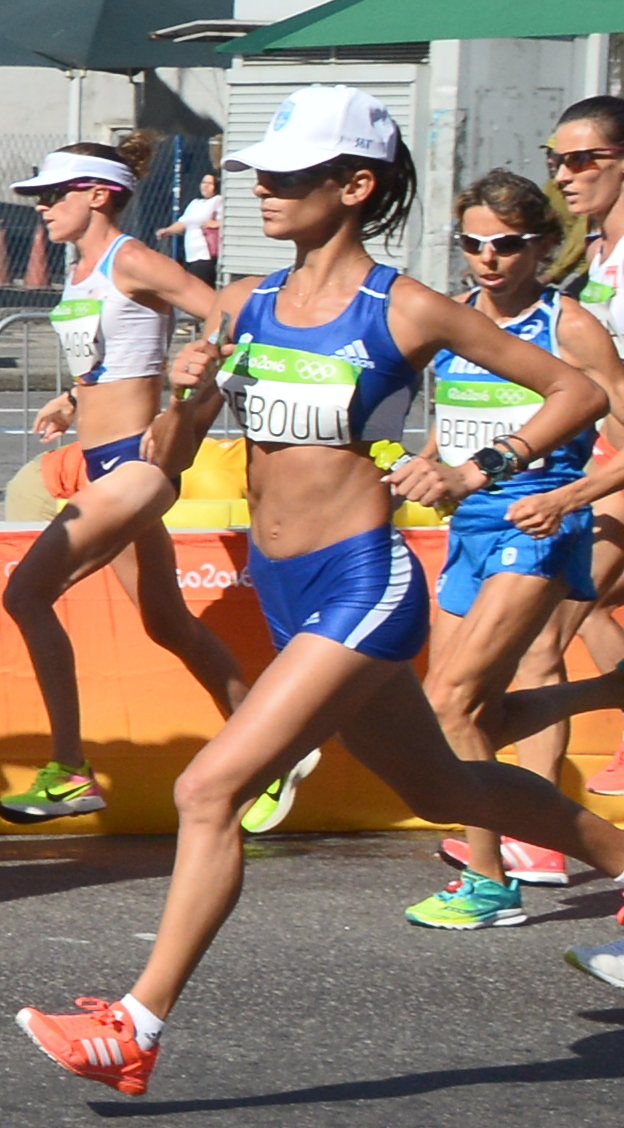
Ourania Rembouli, Griechenland – Rennen nicht beendet
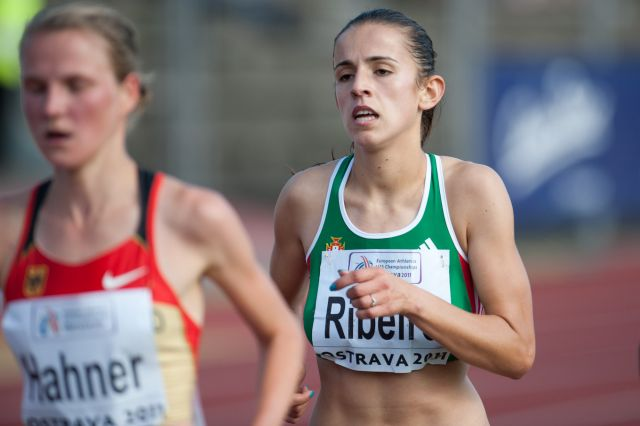
Catarina Ribeiro, Portugal – Rennen nicht beendet
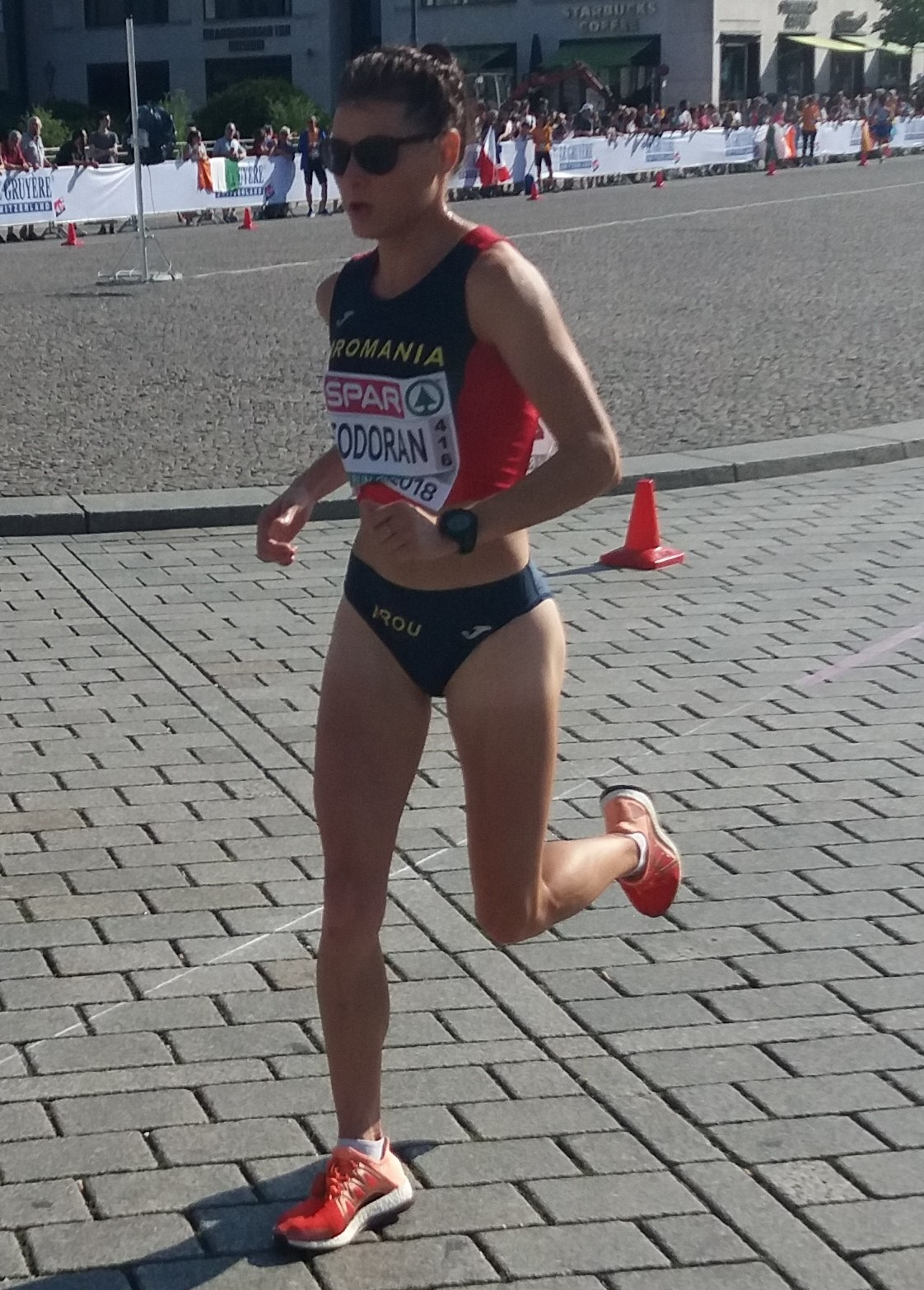
Paula Todoran, Rumänien – Rennen nicht beendet

## Video
- Woman Marathon London World Championships 2017, youtube.com, abgerufen am 11. Dezember 2018